# Carolabrücke (Dresden)

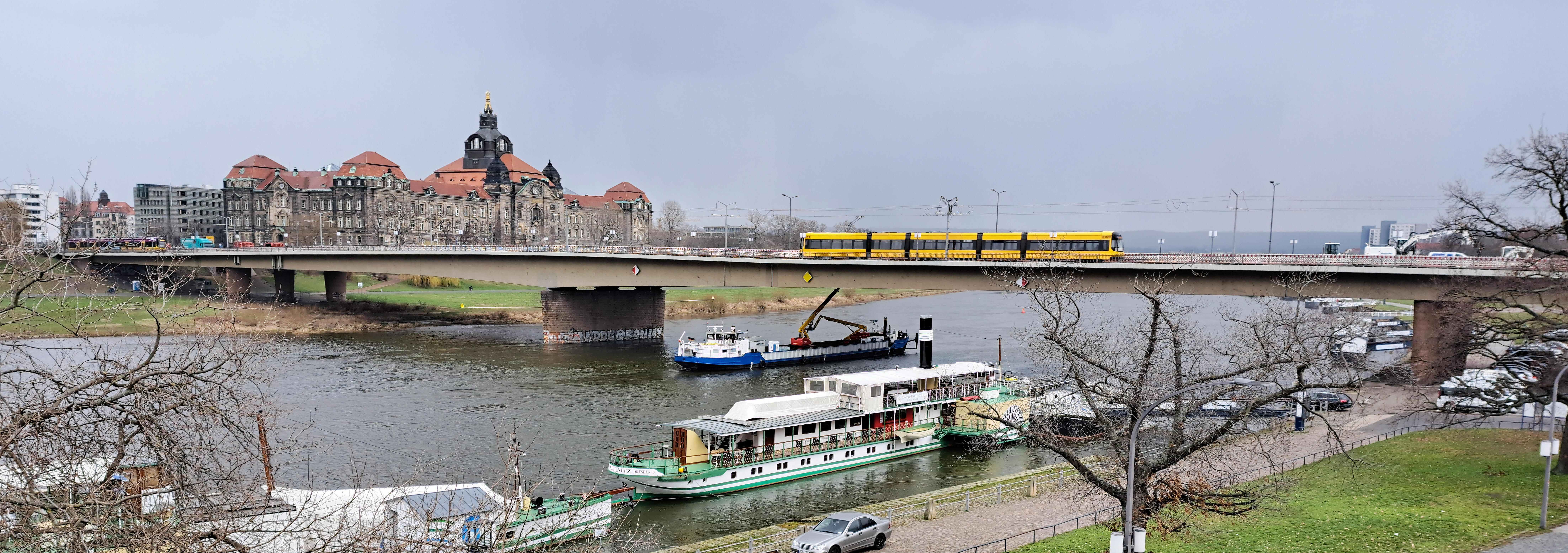
Carolabrücke, Blick von der Brühlschen Terrasse (2023)

Die Carolabrücke war eine der vier Elbbrücken in der Dresdner Innenstadt. Sie wurde im Süden in der Altstadt durch den Rathenauplatz und im Norden in der Inneren Neustadt durch den Carolaplatz begrenzt. 
Sie war nach Carola von Wasa-Holstein-Gottorp (1833–1907), der Gemahlin von König Albert, benannt und hieß von der Einweihung bis 1918 „Königin Carola-Brücke“, ab 1918 nur noch „Carola-Brücke“. 1947 erhielt die noch kriegszerstörte Brücke nach dem früheren sächsischen Ministerpräsidenten und Dresdner Oberbürgermeister Rudolf Friedrichs den Namen Dr.-Rudolf-Friedrichs-Brücke. An der unterstromigen Seite des Altstädter Widerlagers ist bis heute (Stand: 2024) eine entsprechende Namenstafel in Erinnerung an Rudolf Friedrichs vorhanden. Öffentlich geriet die Benennung in Vergessenheit und kam erst ab 1971 mit der Einweihung eines Neubaus, nunmehr als Spannbetonbrücke, wieder in Gebrauch. 1991 wurde die Brücke in „Carolabrücke“ umbenannt.
Am frühen Morgen des 11. September 2024 stürzte ein Teil der Brücke (Brückenzug C) ein. Menschen kamen nicht zu Schaden. Ein zur Ursache dieses Einsturzes in Auftrag gegebenes Gutachten kam zu dem Schluss, dass als Folgemaßnahme die Brücke komplett abgerissen und durch einen Neubau ersetzt werden muss. Seit Juni 2025 erfolgt der Abriss der verbliebenen beiden Brückenzüge.

## Erste Carolabrücke (offiziell: „Königin Carola-Brücke“ 1895–1918, „Carola-Brücke“ 1918–1947)

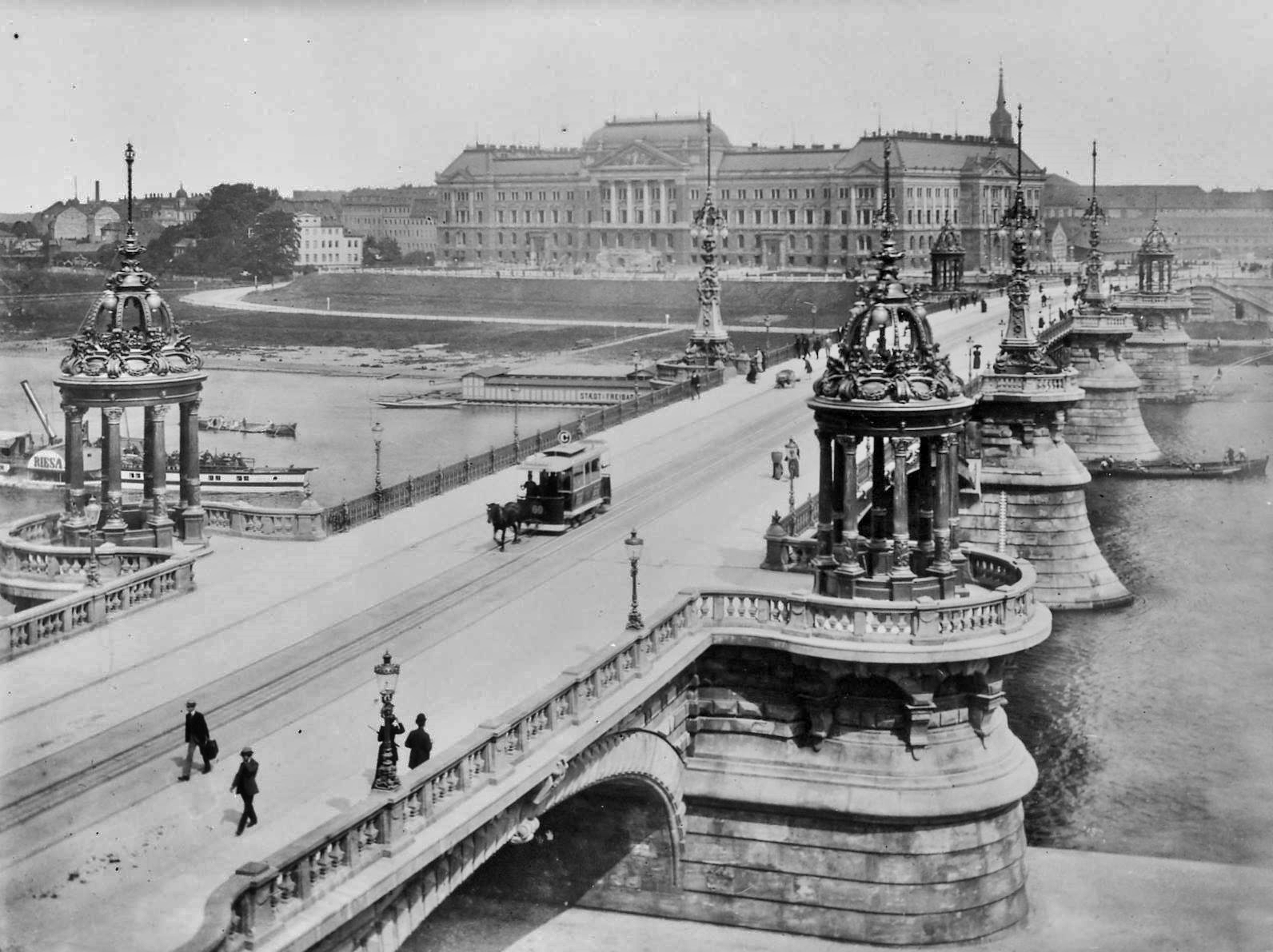
Erste Carolabrücke im Jahr 1895 in Richtung Neustadt, temporärer Eröffnungsschmuck auf den Brückenpfeilern (später ersatzlos entsorgt)

### Vorgeschichte
Im Bereich eines Gebietes in der Dresdner Neustadt, was in etwa durch den Verlauf der heutigen Hospital-, Sarrasani- und Albertstraße sowie östlich angrenzende Bereiche gekennzeichnet wird, befanden sich bis zum heutigen Königsufer im Süden bis zur Mitte des 19. Jahrhunderts Gebäude, in denen militärische Einheiten stationiert waren.
Ab Anfang 1877 wurden diese Truppen in die Albertstadt verlegt. Im gleichen Jahr wurde im Einverständnis mit dem Finanzministerium vom Rat der Stadt ein Entwurfswettbewerb für einen Bebauungsplan für diesen Stadtteil durchgeführt. Das militärisch genutzte Gebiet sollte nunmehr einer zivilen Nutzung zugeführt werden.
Obwohl 76 Entwürfe eingingen, wurde keiner als dafür geeignet angesehen. Später ließ der Rat selbst Pläne erarbeiten, wobei der des Baupolizeikommissars Koch schließlich durch Rat und Stadtverordnete angenommen wurde und gemeinsam mit dem von der Stadt favorisierten „Ringstraßenprojekt“ auf dessen Grundlage schließlich ab 1883 Verhandlungen zwischen Stadt und Staatsbehörden stattfanden.
Am 15. Mai 1886 wurde eine Vereinbarung unterzeichnet, dass dieser neue Stadtteil auf Neustädter Seite mit der „Ringstraße“ auf Altstädter Seite durch eine vierte Elbbrücke im Stadtgebiet verbunden wird. In diesem Vertrag wurde durch den Staatsfiskus der Stadt ein Kostenbeitrag zu dieser Brücke von 1 Million Mark zugesagt und die Erlaubnis erteilt, später ein Brückengeld für diese Brücke erheben zu dürfen, wozu es nie kam. Überdies stellte der Fiskus ihm gehörende Flächen für die Brückenrampen links und rechts der Elbe der Stadt kostenfrei zur Verfügung. Im Gegenzug verpflichtete sich die Stadt, spätestens 1892 mit dem Bau dieser Brücke zu beginnen und sie binnen dreier Jahre verkehrswirksam zu vollenden.

### Planung und Bau
Gegenstand der Vorplanungen war eine (damals) vierte Elbebrücke, die 1884 von der Königlichen Wasserbaudirektion erstellt wurde. Sie sah – in Anlehnung an die Albertbrücke – für die eigentliche Strombrücke drei gleiche Bogenfachwerkträger von jeweils 54 Metern Spannweite und daneben steinerne Stichbogen von je 20,5 Metern vor. In diesem Entwurf, der aus hydrotechnischen, wohl aber auch fiskalischen Gründen erarbeitet wurde, war vorgesehen, dass beiderseits Rampen (also die Fahrbahnen) gleichmäßig steigend gegen das horizontal über der Elbe liegende Mittelfeld geführt wurden. Die Kostenberechnung für diesen Entwurf wurde städtischerseits von Karl Manck († 1888) ermittelt und mit zwei Millionen Mark angegeben, von denen der Staat eine Million Mark Kostenbeteiligung zusagte.
Diese Vorplanung wurde nach dem Tod von Karl Manck zwar teilweise von dessen Nachfolger Hermann Klette als Idee übernommen, er ließ aber diese städtischerseits grundlegend überarbeiten. Dieser Entwurf konnte „vom ästhetischen Standpunkte nicht genügen, er bot aber schätzbare Anhaltspunkte“ für die Planung (und anschließende Bauausführung), wie Klette beschrieb.:Sp. 316
In den Jahren von 1892 bis 1895 wurde sie nach diesen Planungen von Klette errichtet. Nach diesen sollte sie vom Elbberg, einer Straße auf Altstädter Seite, abgehen, deren westliche Häuserreihe von der Stadt angekauft und abgebrochen wurde. Auf diese Weise kam die Brücke weit von der Ostecke der Brühlschen Terrasse zu liegen. Gestalterisch sollte dabei die Brücke die Sicht von der Brühlschen Terrasse selbst nicht beeinträchtigen und an die Gestaltungsformen des Dresdner Barocks angelehnt werden. Das wurde zunächst dadurch erreicht, dass die Flutbrücken (zwei auf Altstädter Seite, vier auf Neustädter Seite) als Gewölbebrücken möglichst tief gelegt wurden und die dazwischen liegenden Stromöffnungen in Eisenträgerwerk und möglichst flach ausgeführt wurden. Unter Berücksichtigung der Bedürfnisse der Elbschifffahrt und des Hochwasserdurchflusses lag der höchste Punkt der Brücke trotzdem nur 30 Zentimeter höher als die Brühlsche Terrasse, durch die Absenkungen selbst blieben aber alle vorhandenen Blickbeziehungen erhalten.:Sp. 316
Entsprechend des Vertrages begannen im August 1892 die Bauarbeiten. Bis Ende 1892 wurden die Widerlager beidseits und die Pfeilergründungen, bei den beiden Strompfeilern mit Senkkästen,:Sp. 320 ausgeführt. 1893 wurden bei günstigem Wasserstand die Pfeiler aufgeführt, die eisernen Bögen über dem Strom konnten aufgelegt werden. Nahezu fertiggestellt wurden die Gewölbe der Flutbrücken. 1894 konnten die Maurerarbeiten insgesamt fast fertiggestellt werden, der eiserne Überbau über die Elbe wurde ausgeführt und die Asphaltfahrbahn hergestellt. 1895 folgten gestalterische Arbeiten und am 6. Juli 1895 erfolgte im Beisein der königlichen Familie, wie Otto Richter ausführt, die Einweihung und mittags 12 Uhr mit dem Passieren des ersten Straßenbahnwagens der Deutschen Straßenbahngesellschaft (die „Rote“) die Eröffnung der Brücke für das Publikum. Bei der Schlussabrechnung wurden Kosten von 3.092.000 Mark für die Brücke festgestellt.

### Beschreibung

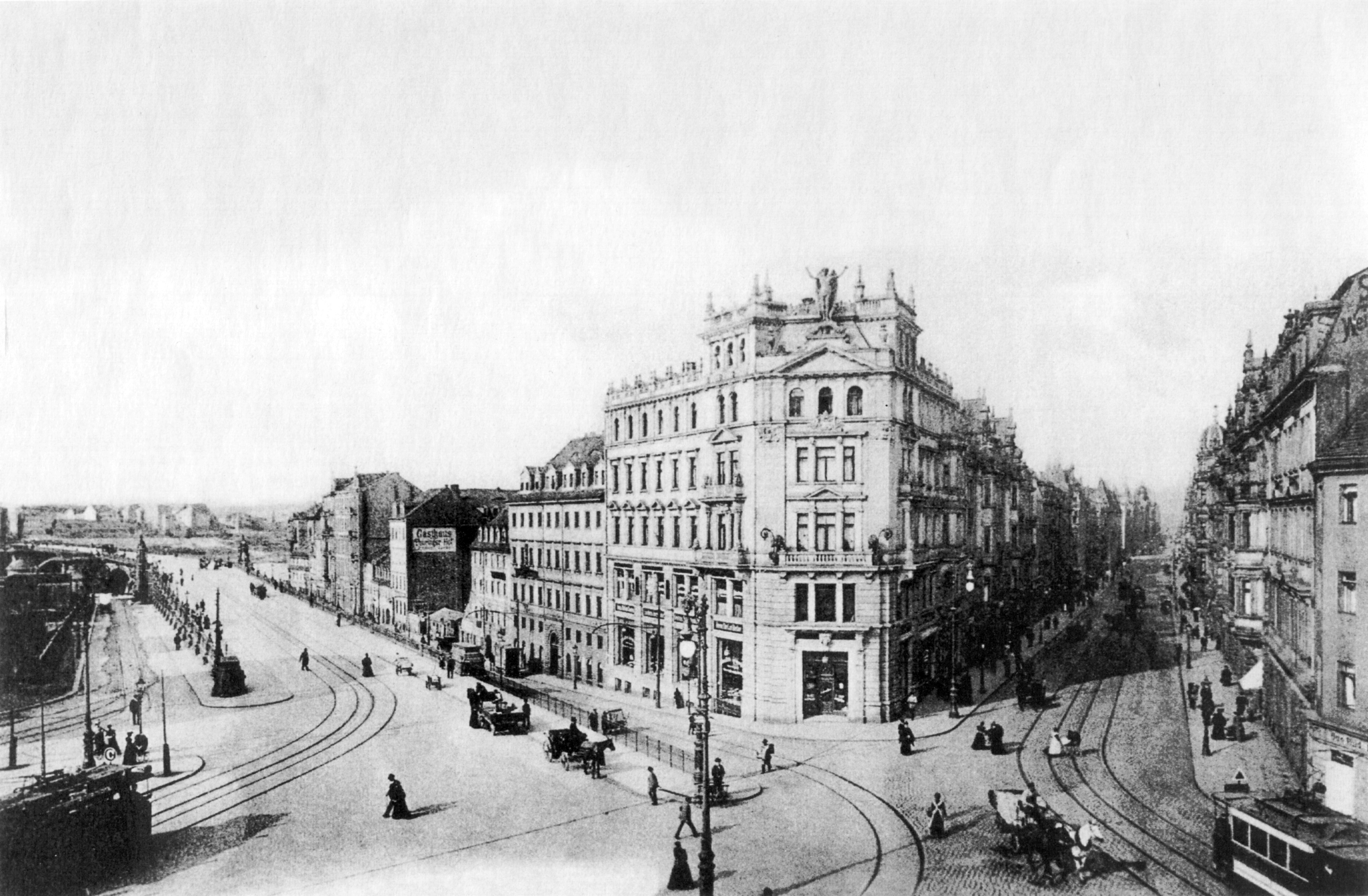
Altstädter Auffahrt zur Carolabrücke um 1900

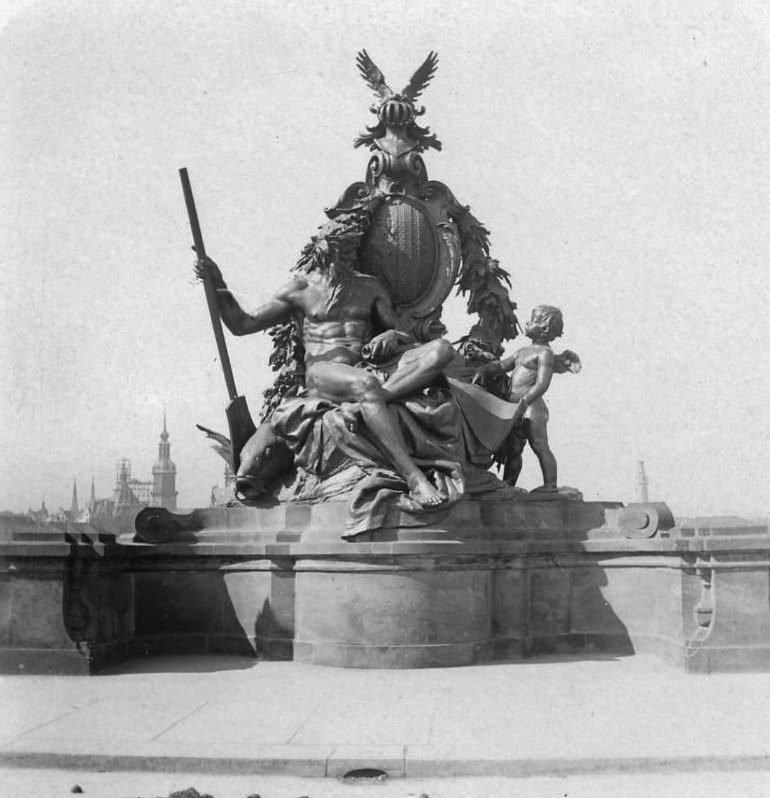
Ein Genius präsentiert dem Flussgott der Elbe den Plan der Brücke.

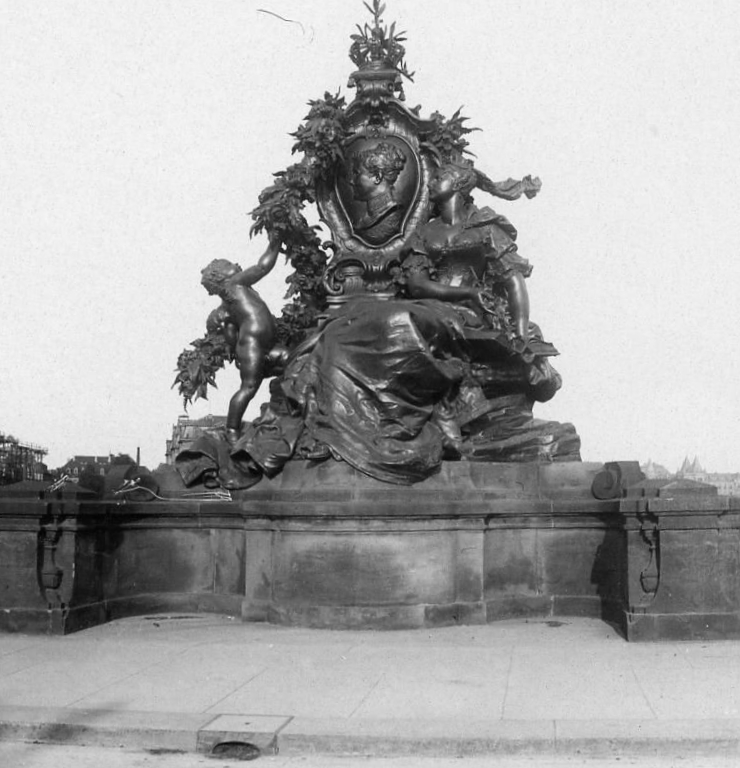
Vor dem Bildnis der Königin Carola weist „Dresda“ (nach anderen Quellen: „Dresdensia“) im Barockkostüm auf die Chronik der Stadt.

Für die Länge der Brücke gibt Klette in seinem Fachartikel von 1895 folgende Längen an: 188 Meter für die eigentliche Strombrücke, 94 Meter für die Neustädter Flutbrücke (die direkt am Carolaplatz abschloss, in der Gesamtansicht rechts) sowie 48 Meter für die Altstädter Flutbrücke (in der Gesamtansicht links), insgesamt für die Brücke eine Länge von 330 Metern. An diese schloss sich auf Altstädter Seite eine Brückenauffahrt von (ca.) 170 Meter bis zum Amalienplatz (heute: Rathenauplatz) an. Die Fahrbahntafel erhielt 16 Meter Breite, beinhaltend eine 9,6 Meter breite Fahrbahn mit einer zweigleisigen Straßenbahntrasse und beidseitige 3,2 Meter breite Gehwege sowie ein geringes Pfeilverhältnis von nur etwa 1:14. Klette gab an, dass sich die Brückenachse rechtwinklig zur Achse des Elbstroms befinde und damit die Altstädter Brückenauffahrt vom Amalienplatz beginnend in gerader Linienführung möglich war, der Anschluss an den Carolaplatz auf Neustädter Seite erforderte jedoch den Bau der Neustädter Flutbrücke mit einem Radius von 650 Metern, um den vorgegebenen Anschluss herzustellen.:Sp. 316
Die Brücke hatte in der Elbe zwei Strompfeiler mit 55,75 Metern lichtem Abstand und jeweils 52,25 Metern Abstand zu den Uferpfeilern.:Sp. 316 Die Stärken der Strompfeiler betrugen 5,8 Meter, die der Uferpfeiler 8,0 Meter.:Sp. 318 Die Spannweiten der eisernen Bögen wurden durch Konsolen des Pfeilermauerwerks verringert und betrugen bei der mittleren Öffnung 52,9 Meter und den beiden benachbarten Seitenöffnungen jeweils 50,0 Meter.:Sp. 317
Laut Hermann Klette musste bereits beim Bau der Brücke „auf eine möglichst gute Erscheinung“ hingewirkt werden, nötigenfalls unter Verzicht auf die Vorteile einer „theoretisch vollkommenen Konstruktion“. Demgemäß verzierte man die Stahlbauteile an vielen Stellen mit Gussdekorationen, auch die Gehbahnkonsolen und Geländer sollten zur Schmuckwirkung beitragen.
Als Aufbauten waren im Entwurf Löwenfiguren am Kopf der Altstädter Rampe, Uhr- und Wettertürmchen oberhalb der Treppenaufgänge am Terrassenufer, bronzene Widmungsgruppen auf einem der Pfeiler der Neustädter Flutbrücke sowie Pavillons bzw. Schmuck- und Beleuchtungsmasten in den übrigen halbkreisförmigen Ausbuchtungen über den Pfeilern vorgesehen. Bereits beim Bau der Brücke ausgeführt wurden davon lediglich die Uhrtürmchen. Die Pavillons und Masten stellte man nur zum Teil und probeweise als „Weiheschmuck“ auf, ihre dauerhafte Ausführung unterblieb dann jedoch.
Die bronzenen „Widmungsgruppen“ wurden erst 1899 errichtet und am 5. August zum 66. Geburtstag der Königin Carola enthüllt. Die unterstromseitige Gruppe zeigte den „Flussgott der Elbe“, entworfen wurde sie von Oskar Rühm, gegossen bei der Firma C. Albert Bierling. Das Pendant stellte eine Personifikation der Stadt Dresden neben einer Bildnisplakette der Königin Carola dar, der Entwurf stammt von Hans Hartmann-McLean, der Guss erfolgte bei Pirner & Franz. Die Höhe beider Gruppen betrug, vom Sandsteinsockel aus gemessen, ungefähr sechs Meter. Sie sind nicht erhalten geblieben, ihre Spur verliert sich gegen Kriegsende.
Statt der ursprünglich geplanten Löwen flankierten den Altstädter Brückenkopf seit 1907 zwei Figurengruppen aus Sandstein, die sich an die antike griechischen Mythologie anlehnten, nämlich die „Stille Elbe“ und die „Stürmische Elbe“. Sie überdauerten die Zerstörung der Brücke und sind, nunmehr in die Zufahrtsrampe des Nachfolgerbauwerks integriert und der Sockel etwa zur Hälfte verschüttet, noch immer an ihrem gleichen Platz vorhanden, siehe #Skulpturen.

### Zerstörung 1945 und Abbruch
Am Abend des 7. Mai 1945, einen Tag vor Ende des Zweiten Weltkriegs in Deutschland, sprengten Soldaten der Waffen-SS zwei der drei Stromöffnungen und zwei rechtselbische Vorlandbögen vor der vom Albertplatz vorrückenden Roten Armee.
Wegen der starken Zerstörung wurde auf einen Wiederaufbau in alter Form verzichtet, gleichwohl wurde die noch kriegszerstörte Brücke 1947 nach dessen Tod in Dr.-Rudolf-Friedrichs-Brücke umbenannt, eine Benennung, die spätestens nach dem Abriss von 1952 außer Gebrauch kam und mit der Einweihung der neu errichteten Brücke 1971 wieder öffentlich benannt wurde.
Anfang 1952 wurden weitere erhaltene Teile abgebaut. Am 7. März 1952 wurden die verbliebenen stählernen Bogenträger gesprengt und die Stahlteile anschließend aus der Elbe geborgen.
Die beiden Strompfeiler wurden erst beim Bau der zweiten Carolabrücke um 1967 entfernt, das Fundament des Neustädter Strompfeilers wurde für den Neubau genutzt.
Bekannt war, dass ein gußeisernes Relief in den Flussbereich gestürzt war, es konnte dort häufig bei Niedrigwasser gesehen werden. Eine Bergung erfolgte allerdings erst im Zusammenhang mit dem Abbruch der zweiten Carolabrücke am 10. Juni 2025. Über dessen weitere Verwendung, möglicherweise als Erinnerungsstück im Umfeld des Neubaus der dritten Carolabrücke, soll rechtzeitig entschieden werden.

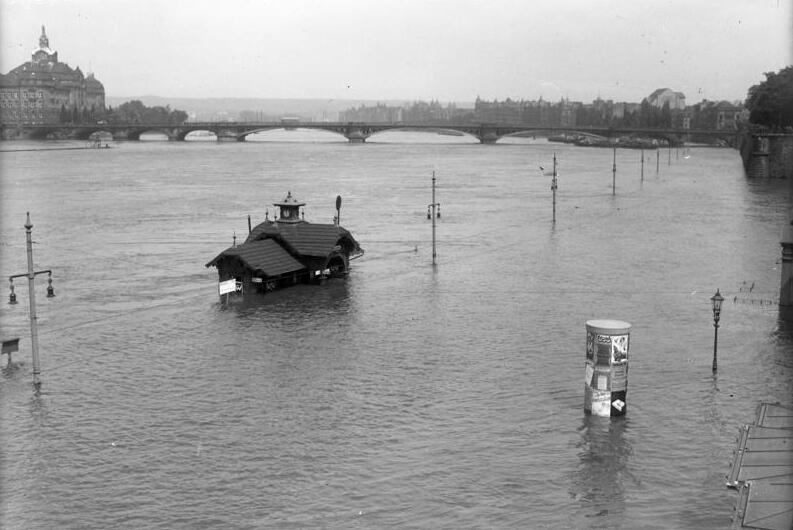
Die erste Carolabrücke während des Elbhochwassers 1932
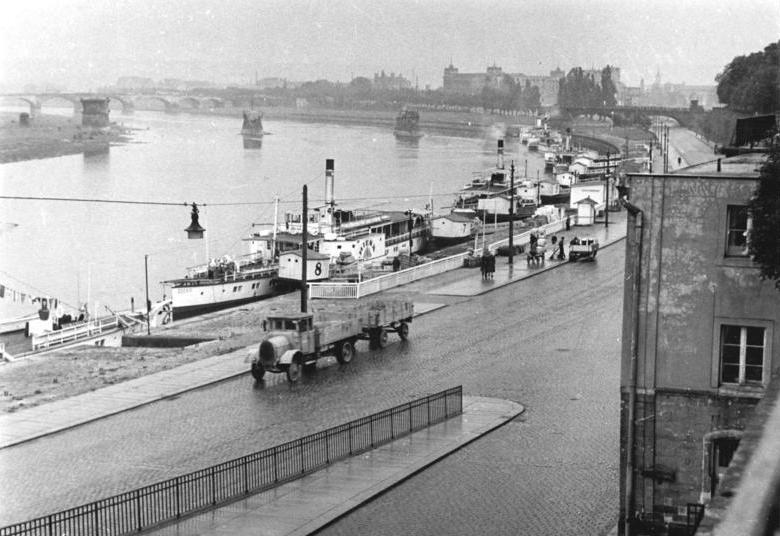
Brückenreste und Terrassenufer 1952

## Zweite Carolabrücke (offiziell: „Dr.-Rudolf-Friedrichs-Brücke“ 1947–1991, „Carolabrücke“ seit 1991)

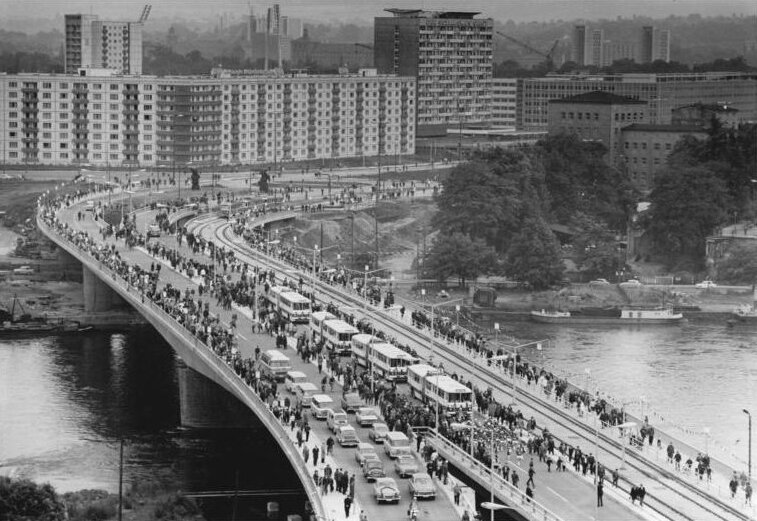
Eröffnung der Dr.-Rudolf-Friedrichs-Brücke am 3. Juli 1971, Blick zur Altstadt

### Planung
Ehrgeizige Stadtentwicklungsprojekte für die Dresdner Innenstadt, Industrieerweiterungen und forcierter Wohnungsbau waren Anfang der 1960er Jahre die Grundlage, eine großzügige „Nord-Süd-Verbindung“ zwischen dem damaligen „Platz der Einheit“ (seit 1991 wieder Albertplatz) und dem Hauptbahnhof zu planen, so der Bausachverständige für Statik und Konstruktion von Brücken und Fachautor Erich Fiedler in den „Dresdner Heften“ (Nr. 94, 2/2008). Dass diese Planung einer „Nord-Süd-Verbindung“ an nationalsozialistische Planungsvorstellungen von 1938/1939 anknüpft, erwähnt der Autor allerdings nicht. Auch berücksichtigt der Autor nicht, dass es zur Innenstadt bzw. zur Nord-Süd-Verbindung bereits 1950 und 1951/52 städtebauliche Ideenwettbewerbe gegeben hat, die letztlich den bzw. die Brücken vorwegnahmen.
Für den alten Standort der Carolabrücke wurde 1965 ein Wettbewerb ausgeschrieben, da es in der Planungsphase verschiedene Varianten gab. Eine davon, 1963 vom ehemaligen Chefarchitekten Herbert Schneider entworfen, sah eine Schrägseilbrücke mit einem Pylon von etwa 90 Meter Höhe vor. Wie schon bei der ersten Brücke wurde eine flache Ausführung mit wenigen Hindernissen für die Schifffahrt gefordert, weswegen der Altstädter Strompfeiler entfallen sollte. Straßenbahn- und Autoverkehr sollten durch Sicherheitsstreifen getrennt werden. Nach zähen Diskussionen entschied man sich jedoch für ein niedriges Bauwerk ohne hohe Trägermasten und ähnliches, welches den freien Blick auf die berühmte Elbsilhouette nicht beeinträchtigen sollte.
Gewinner des Wettbewerbes 1965 waren der Ingenieur Eckhart Thürmer und sein Mitarbeiter Willi Spoelgen vom Projektierungsbüro Straßenwesen Dresden. Spoelgen ging jedoch 1966 in die Bundesrepublik Deutschland, so dass ein zweiter Entwurf notwendig wurde. Er entstand wiederum unter Leitung von Thürmer unter Mitarbeit der Architekten Rolf Berger und Michael Franke als Kollektiv. Gleichwohl wurden die 1966 von ihnen, einschließlich von Willi Spoelgen entwickelten Ideen im Jahr 1968 vom Patentamt der DDR unter der Patentnummer 54390: Hohlplatte bzw. Hohlkasten, insbesondere für Massivbrücken registriert.
1967 bis 1971 wurde dann nach den Vorgaben eine Spannbetonbrücke mit drei getrennten Überbauten für die Straßenbahn und für jeweils eine zweispurige Richtungsfahrbahn mit sieben Meter Breite errichtet, wobei die Bauhöhe der Brücke mit unterschiedlichen Stützweiten von 44 bis 120 Metern relativ gering und eine fugenlos durchlaufende Konstruktion auf Grund der Biegemomente nicht möglich war.
Eckhart Thürmer sagte laut einem 2013 in der Sächsischen Zeitung erschienenem Artikel: „Wäre es nach mir gegangen, wäre die Brücke etwas dicker geworden. Da hätten wir die Gelenke einsparen können. So wie es jetzt ist, geht es aber… .“

### Bau und Beschreibung (Zustand von Eröffnung 1971 bis Teileinsturz 2024)

#### Beschreibung
Die Brücke hatte eine (gemittelte) Gesamtstützweite von 375 Metern, war 32 Meter breit und bestand aus drei nebeneinander liegenden Überbauten, in Stromrichtung der Elbe waren dies die Brückenzüge A bis C. Es waren Spannbeton-Hohlkastenbrücken, die in Längsrichtung jeweils aus einem zweifeldrigen Kragträger und einem dreifeldrigen Gerberträger mit drei Gelenken bestanden. Der 11,65 Meter breite Brückenzug A hatte im südlichen Randfeld eine Stützweite von 44 Metern und beim ersten Innenfeld eine von 58 Metern. Die beiden Felder waren im Grundriss gekrümmt. Die Elbe wurde mit 120 Meter und 95 Meter überbrückt, das nördliche Randfeld spannte 58,54 Meter weit. Der 8,7 Meter breite Brückenzug B hatte, abweichend von Brückenzug A, im südlichen Randfeld eine Stützweite von 42,39 Metern und beim ersten Innenfeld eine von 56,96 Metern. Das nördliche Randfeld spannte 58 Meter weit. Der 11,65 Meter breite Brückenzug C mit den Straßenbahngleisen hatte, abweichend von Brückenzug A, im südlichen Randfeld eine Stützweite von 40,19 Metern und beim ersten Innenfeld eine von 53,04 Metern und spannte im nördlichen Randfeld 58 Meter weit. Über dem Strompfeiler in Achse D hatten die Hohlkästen eine Konstruktionshöhe von 5,2 Meter und bei Brückenzug C waren 160 Spannglieder eingebaut. Dort waren die Bodenplatte 1,5 Meter und die zwei Stege 1,2 Meter dick.
Um bei allen drei Brückenzügen eine gleichmäßige Durchbiegung zu erreichen, waren diese etwas südlich des Strompfeilers bei dem Gelenkpunkt II mit einem Querträger verbunden. Die über dem Strompfeiler gevoutet ausgebildete Brücke war in der DDR die Spannbetonbrücke mit der größten Stützweite. Die kleinste Durchfahrtshöhe betrug 6,61 Meter beim höchsten schiffbaren Wasserstand. Die Pfeiler und Brückenköpfe wurden mit Meißner Granit verkleidet.

#### Konstruktion und Bau
Zu DDR-Zeiten in den 1960er und den 1970er Jahren war keine komplette Bauausführungsplanung vor Baubeginn üblich. Nach einer Grundsatzentscheidung, die je nach Bedeutung eines Bauwerkes örtlich oder überörtlich zu treffen war, wurden die Einzelfallentscheidungen ausschließlich durch die beauftragten ausführenden Betriebe getroffen. So auch für die Elbquerung der „Nord-Süd-Verbindung“, der heutigen Carolabrücke. Ausgeführt wurde das Bauwerk von 1967 durch den VEB Brückenbau Dresden, später Betriebsteil des gebildeten VEB Autobahnbaukombinat Magdeburg. Die Planungs- bzw. Projektierungsphase dauerte von 1965 bis 1970. Oberbauleiter war ab 1968 Witlof Riedrich.

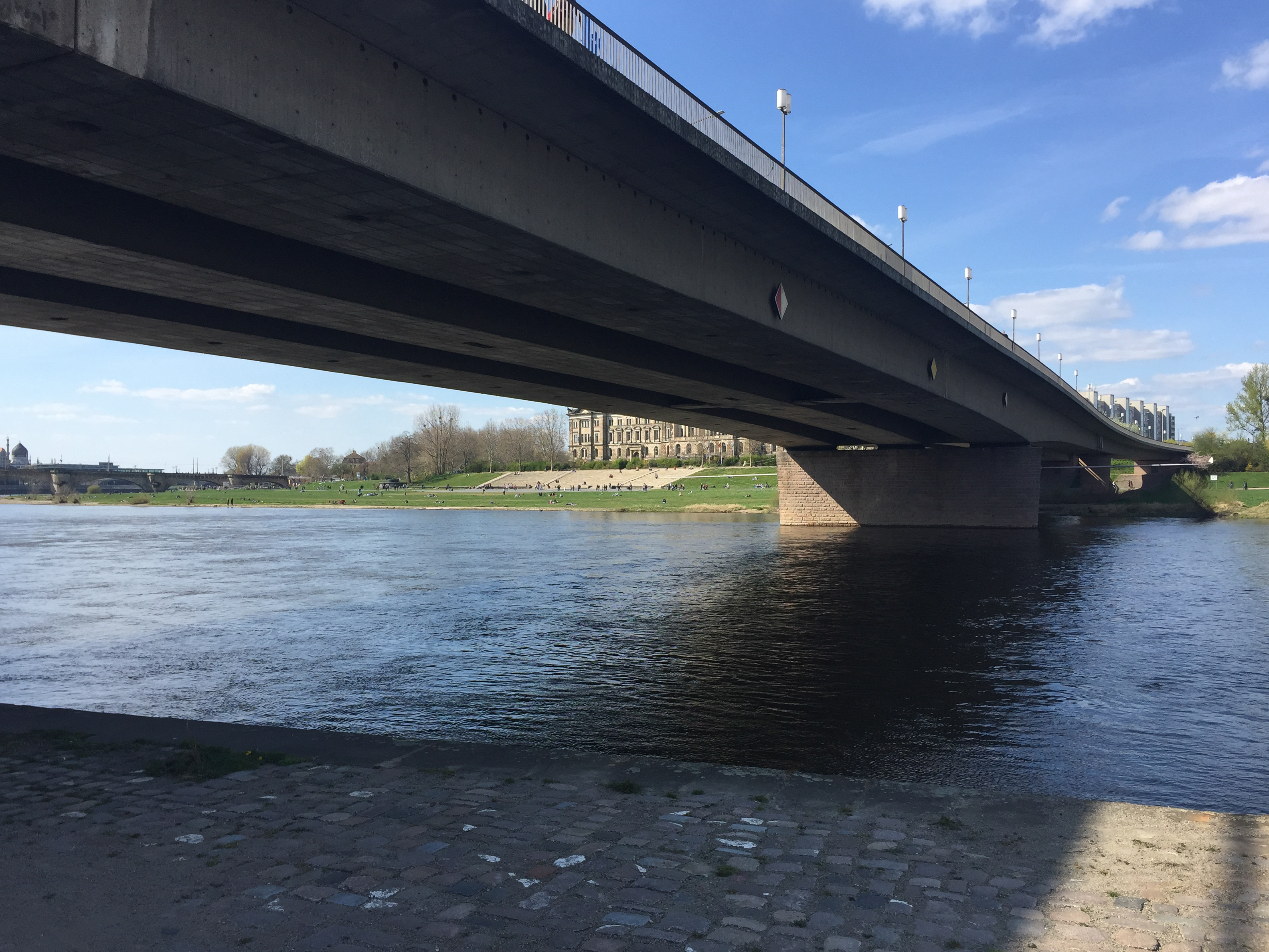
Ein Blick unter die Einhängeträger und auf den Querträger, der die drei Bückenzüge miteinander verband.

Als erster der drei Brückenzüge wurde beginnend ab 1968 der elbabwärts gelegene und 2024 eingestürzte Brückenzug errichtet. Eine durchgehende Spannbetonbrücke zu errichten war auch durch die geringe Höhe des Überbaus von 1,60 bis 5,30 Metern nicht möglich, so dass diese in einzelne Abschnitte unterteilt wurde, um auch die Momentenbeanspruchung im Bereich der Stromöffnung von 120 Meter Länge zu begrenzen. Diese Lösung bestand darin, dass mit Gerberträgern gearbeitet wurde und insgesamt drei Gelenke eingebaut wurden. Danach besteht die Hauptöffnung von 120 Metern Spannweite aus den Kragarmen auf Altstädter Seite mit 12 Metern Länge und auf Neustädter Seite mit 44 Metern Länge sowie einem Einhängeträger mit 64 Metern Länge. Damit wurde für den Bau auch eine sinnvolle Teilung in Längsrichtung möglich. Die drei getrennten Brückenzüge wurden schließlich durch einen – südlich des Strompfeilers D und knapp nördlich von Gelenk II angebrachten – Stahlbeton-Querträger miteinander als eine Art „Zwangskopplung“ verbunden, was die Durchbiegungen in allen drei Brückenzügen weitgehend ausgleicht.
Jeder Brückenzug ruht auf zwei Widerlagern und vier Pfeilern, die in der Planung den Brückenachsen A bis F zugeordnet wurden. Das Widerlager am Altstädter Elbufer steht in Achse A, es folgen die Pfeiler in den Achsen B bis E und zuletzt das Widerlager in Achse F am Neustädter Ufer. Ebenso werden die drei sogenannten „Gerbergelenke“, an der Altstädter Seite beginnend, mit I bis III nummeriert.
Als „bemerkenswert“ stellt Fiedler die Ausbildung der Gerbergelenke, also die drei jeweiligen Brückenauflagen der Gerberträger dar: Die ineinandergreifenden Gelenke aus Stahlguss sind mit je 14 Koppelbolzen unmittelbar an Stegspannglieder angeschlossen worden. Er führt weiter aus, dass „die Vorspannkräfte in den Koppelbolzen der Gerbergelenke eine wichtige Voraussetzung für die Standsicherheit der Brücke“ sind. Für den Bau und das Langzeitverhalten der Brücke sei es wichtig, zuverlässige Aussagen über die Größe dieser Koppelbolzenkräfte zu erhalten. So sind an 121 dieser Gelenkbolzen Messstellen angebracht, an denen in den Jahren 1974, 1979, 1982 und 1993 die Zugkräfte gemessen wurden. Dabei wurde festgestellt, dass keine Gefahr für das Bauwerk besteht, „wenn auch ein Nachspannen bei einzelnen Gelenken nicht ausgeschlossen werden kann.“ (Fiedler, 2008).
Laut einem 1994 veröffentlichtem Untersuchungsbericht hatte sich bis 1993 eine Durchbiegung von 297 mm beim Gelenk II eingestellt. Ein Kriechen des Betons wurde nach damaligem Wissensstand als Ursache dafür angesehen. Die Gradientenverformung der Fahrbahn wirkte sich laut diesem Gutachten auf die Tragfähigkeit des Bauwerks nicht aus. Querrisse in der Brücke waren bereits in den 1990er und 2000er Jahren festgestellt worden. Laut Untersuchungen, die nach dem Teileinsturz vorgenommen wurden, ist diese Durchbiegung jedoch schon damals durch ein Nachlassen der Spannkraft der Spannstähle verursacht worden.
Von 1968 bis 1969 wurde an der Altstädter Elbseite der Überbau des Brückenzuges C hergestellt, der über den zweiten Pfeiler in Achse C 12 Meter hinausragte. Mit Hydraulikpressen erhielten die eingebauten Bündelspannglieder jeweils eine Spannkraft von 1000 kN. Etwas zeitversetzt, aber insgesamt parallel dazu entstand das insgesamt 149 Meter lange Neustädter Pendant, das zwischen Strompfeiler in Achse D und dem nächstgelegenen Pfeiler in Achse E auf der Neustädter Seite 95 Meter weit spannte und vom Strompfeiler aus noch 44 Meter in Richtung Altstadt über die Elbe sowie 10 Meter von Pfeiler in Achse E in Richtung Neustadt hinausragte. Somit verblieb eine Lücke von 64 Meter zwischen den Pfeilern in den Achsen D und C, die zunächst durch ein Traggerüst über der Elbe geschlossen wurde und auf dem das sehr schlanke und 600 Tonnen schwere Mittelteil, der Einhängeträger, betoniert wurde. Als dieses 1970 auf die beiden Gerbergelenke abgesenkt werden sollte, bestand die Gefahr, dass sich der Neustädter Abschnitt beim Einpassen nach oben wölbt. Dem begegnete man, wie Riedrich ausführte, indem der Balken mit 300 Tonnen Splitt ballastiert wurde. Abgesenkt wurde es mit Hilfe von Hydraulikpressen und passte auch exakt.
Unmittelbar nach Herstellung der Brückenteile des Altstädter und des Neustädter Ufers wurden die Gerüste stromaufwärts verschoben und zunächst der mittlere Brückenzug B errichtet. Anschließend folgte nach dem gleichen Procedere der stromauf folgende Brückenzug A. Gleiches galt dann für die dortigen Einhängeträger. Bei deren Einbau wurde allerdings die Neustädter Seite nicht beschwert, sondern Spundwände in die Elbe gerammt, um den Neustädter Brückenteil mit Spannstählen zu verankern. So konnten sie sich nicht nach oben wölben. Noch während der Bauzeit entstand erheblicher Termindruck. So wurde 1969 zum Drei-Schicht-Betrieb übergegangen.
Eine weitere Herausforderung war die Verlegung der Straßenbahngleise auf dem Brückenzug C. Da der Brückenzug so schlank war, konnten sie nicht in einem Schotterbett verlegt werden. Somit wurde eine neuartige Methodik entwickelt: Zuerst wurde die Oberfläche mit Epoxidharz beschichtet. Zur Verankerung wurden dann zunächst Bolzen verwendet. Daraus resultierten erhebliche Probleme, wie Riedrich ausführte, da die Stahlbewehrung des Brückenkörpers beschädigt werden konnte. Schließlich wurden „Höcker aus Epoxidharz“ gebaut, auf denen die Schienen lagen – Betonschwellen gab es nicht (und die feste Fahrbahn war noch nicht anwendungsreif). Diese Höcker mussten äußerst belastbar sein und millimetergenau aufgebracht werden. Dieses Verfahren war äußerst zeitaufwändig, da stets Messkontrollen stattfinden mussten. Der Zeitdruck war schließlich so groß, dass im Winter 1970/71 beheizte Schutzzelte auf dem Brückenzug C aufgestellt wurden, um die Dichtungen herzustellen und die Gleise zu verlegen. Ziel war, die Brücke noch vor dem 1971 angesetzten VIII. Parteitag der SED verkehrsbereit zu übergeben.
Am 10. Juni 1971, wenige Tage vor Beginn des Parteitages, wurde die Freigabe für den Verkehr erklärt (was rechtlich-technisch nur behördenintern wirksam war), die feierliche Eröffnung für den allgemeinen Gebrauch war dann am 3. Juli 1971. Wiederbenannt, wie sie schon 1947 hieß, wurde die Brücke nach dem früheren sächsischen Ministerpräsidenten und Dresdner Oberbürgermeister Rudolf Friedrichs, de facto wurde dies als Neubenennung in der Öffentlichkeit wahrgenommen.
Die 1970/71 hergestellten Epoxidharz-Höcker waren Anfang der 1980er Jahre verschlissen (die Straßenbahn hatte inzwischen Beschränkung auf eine Maximalgeschwindigkeit von 20 km/h auf der gesamten Brücke erhalten), so dass diese um 1987 gegen Epoxidharz-Würfel ausgetauscht wurden, die eine größere Bauhöhe erlaubten und damit auch eine stärkere Befestigung. Diese wurden dann wegen Baumängeln Anfang der 1990er Jahre erneut ausgewechselt.
Das im Brückenzug C verlegte Fernwärmeleitungspaar mit jeweils 500 mm Durchmesser war bis zu einer Sanierung 1996 völlig unisoliert und sorgte bis dahin für eine erhebliche, permanente Erwärmung des inneren Bereichs des Hohlkastens. Für solch einen, in thermischer Hinsicht, Sonderfall im Brückenbau gab es keine normierten Konstruktionsregeln. Die Ingenieure legten deshalb aus eigens für den Bau der Carolabrücke unternommenen Versuchen ermittelte Werte zugrunde. Eine nach der Isolierung der Leitungen eingetretene Kontraktion des Brückenzugs C in Längsrichtung führte zu Schäden an den Rohren. Es wurden deshalb Dehnungselemente in die Fernwärmeleitungen sowie Schienenauszüge für die Straßenbahngleise an den Brückenenden eingebaut, so dass der Brückenzug C sich bei Temperaturschwankungen seither frei in Längsrichtung ausdehnen oder zusammenziehen konnte.

Impressionen während der Bauphase
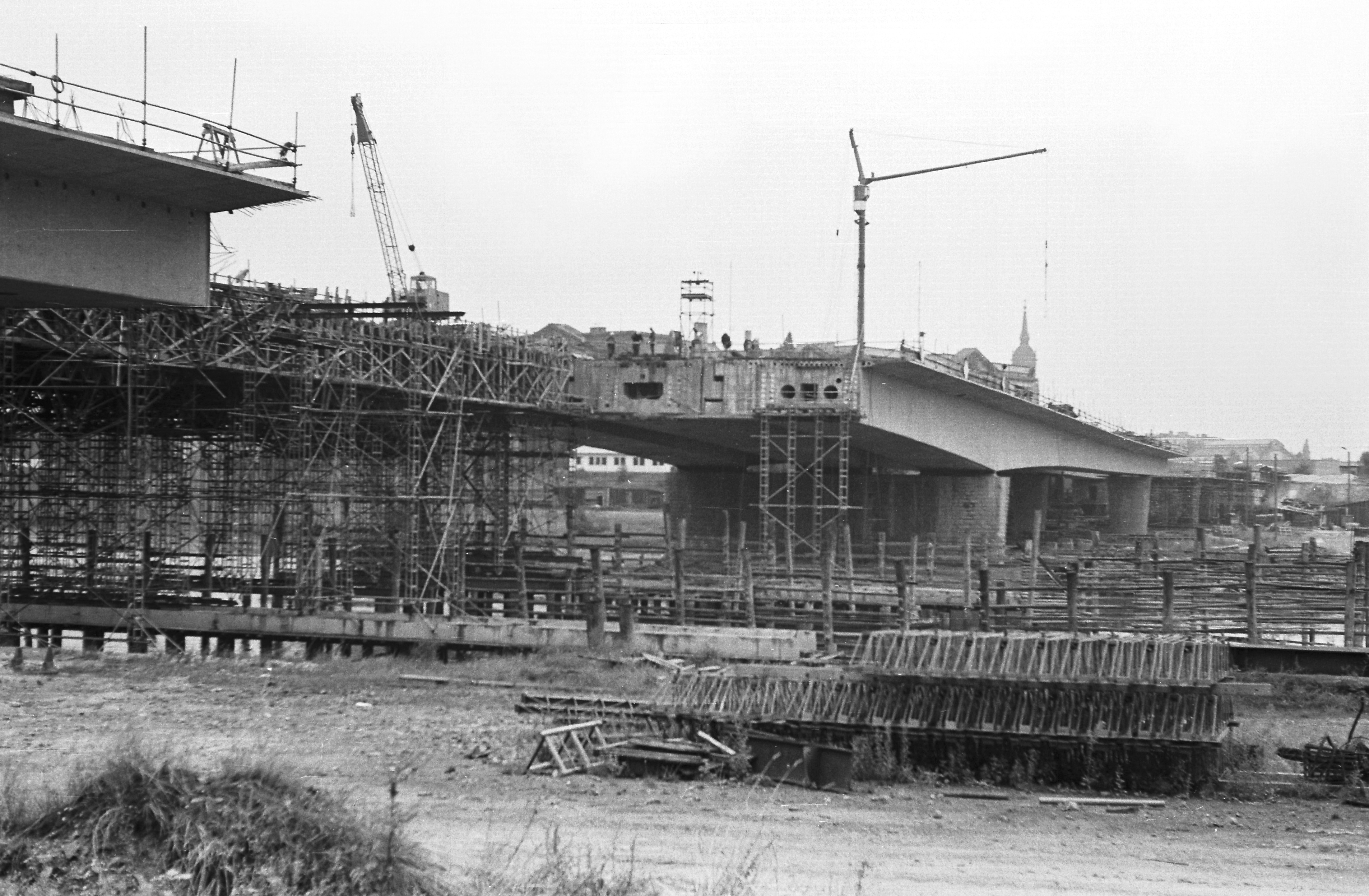
Brückenbau vom Altstädter Elbufer aus gesehen (1970)
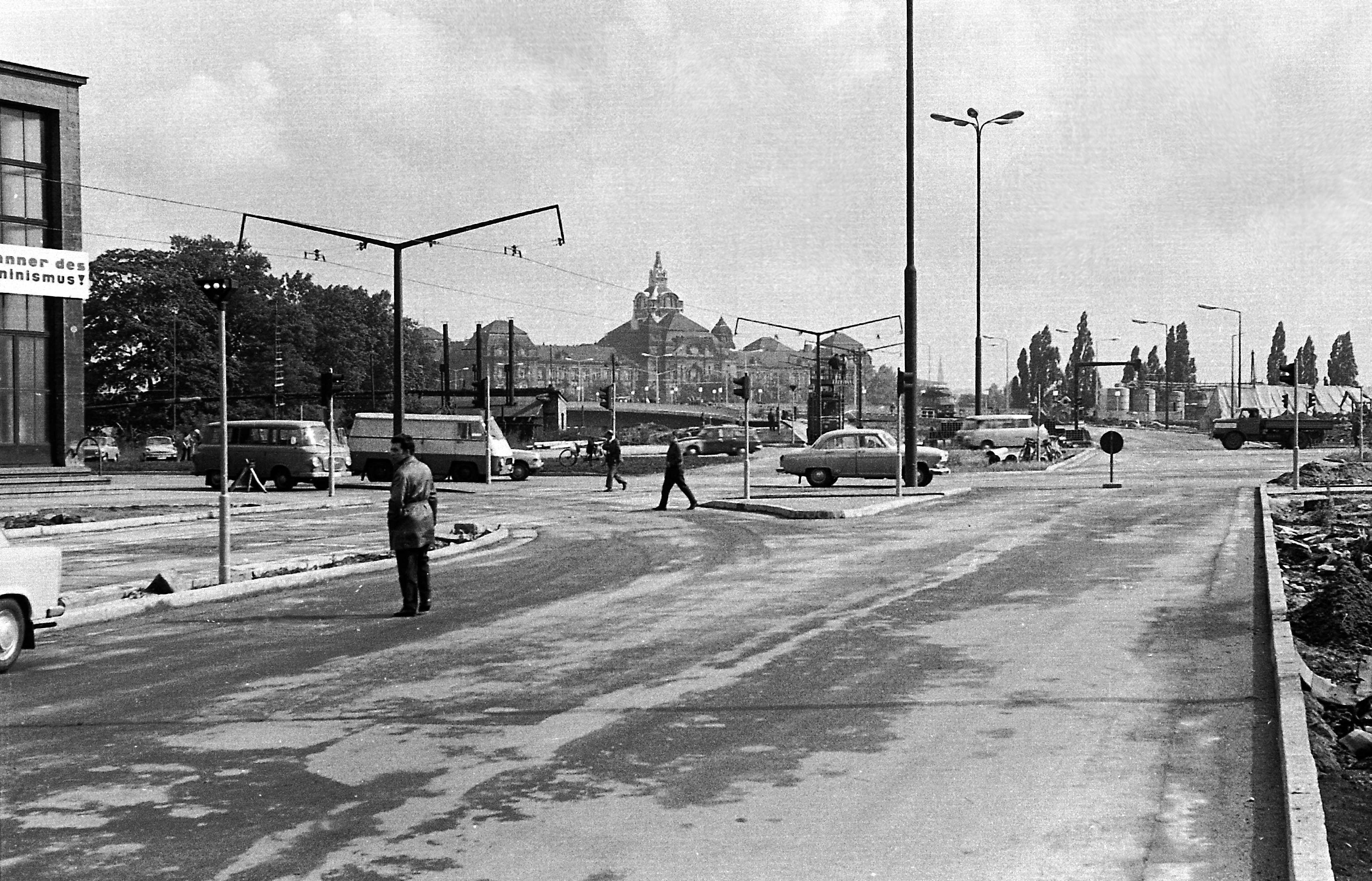
Altstädter Abfahrt von der Carolabrücke im Bau (1971)
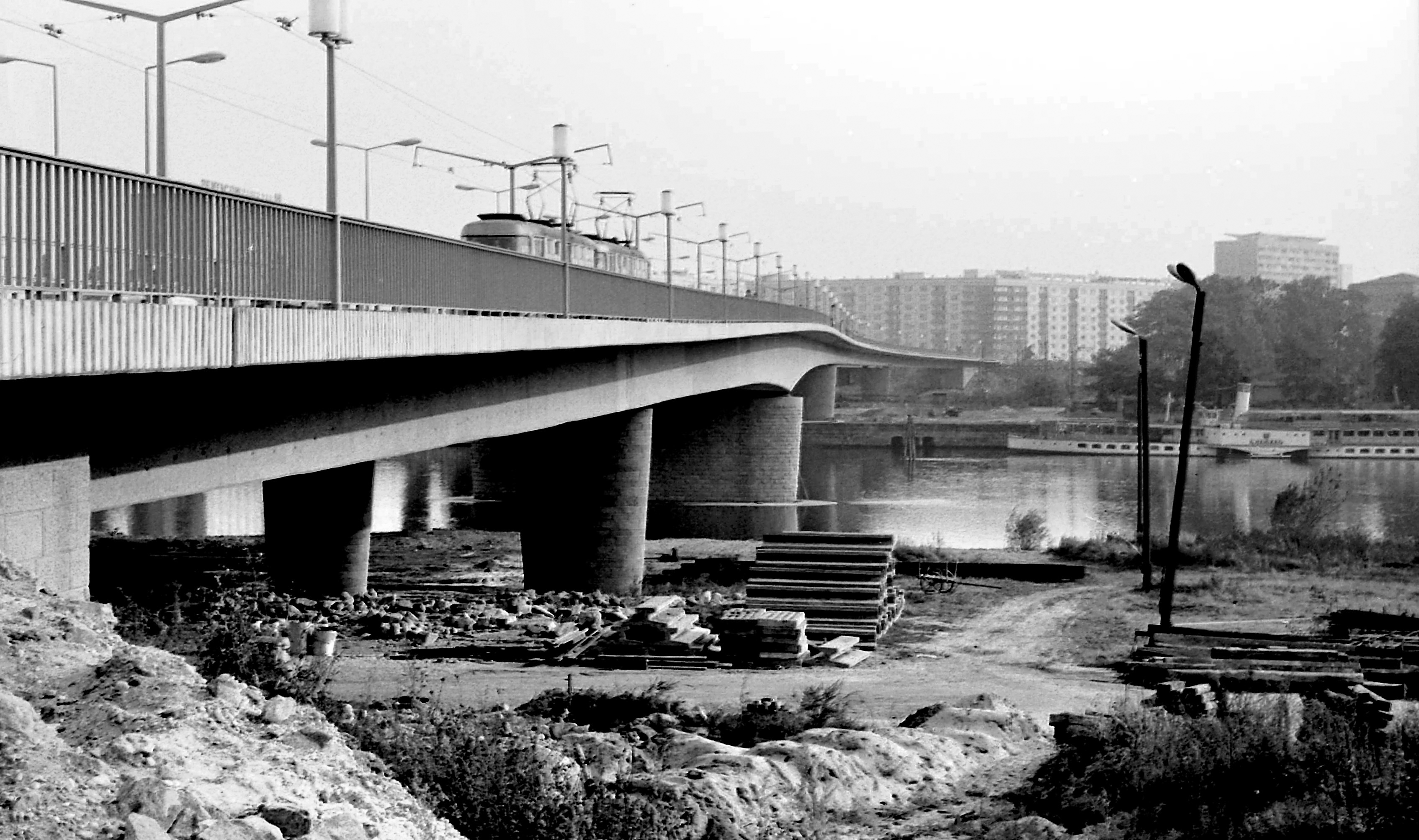
Fertiggestellter Brückenzug C mit Straßenbahn (1971)

Im Jahr 2022 wurde die Carolabrücke wegen ihrer besonderen baugeschichtlichen und technikgeschichtlichen Bedeutung sowie ihrem städtebaulichen Wert unter Denkmalschutz gestellt. Das Landesamt für Denkmalpflege Sachsen charakterisiert die Brücke im Denkmaltext wie folgt: „Mit seiner ‚schlanken Linie‘ nimmt sich das äußerst imposante Bauwerk aus der Entfernung gesehen zurück und ermöglicht einen ungestörten Blick auf die bedeutenden Architekturzeugnisse im Zentrum der Elbmetropole.“

### Sanierungsmaßnahmen ab 2019

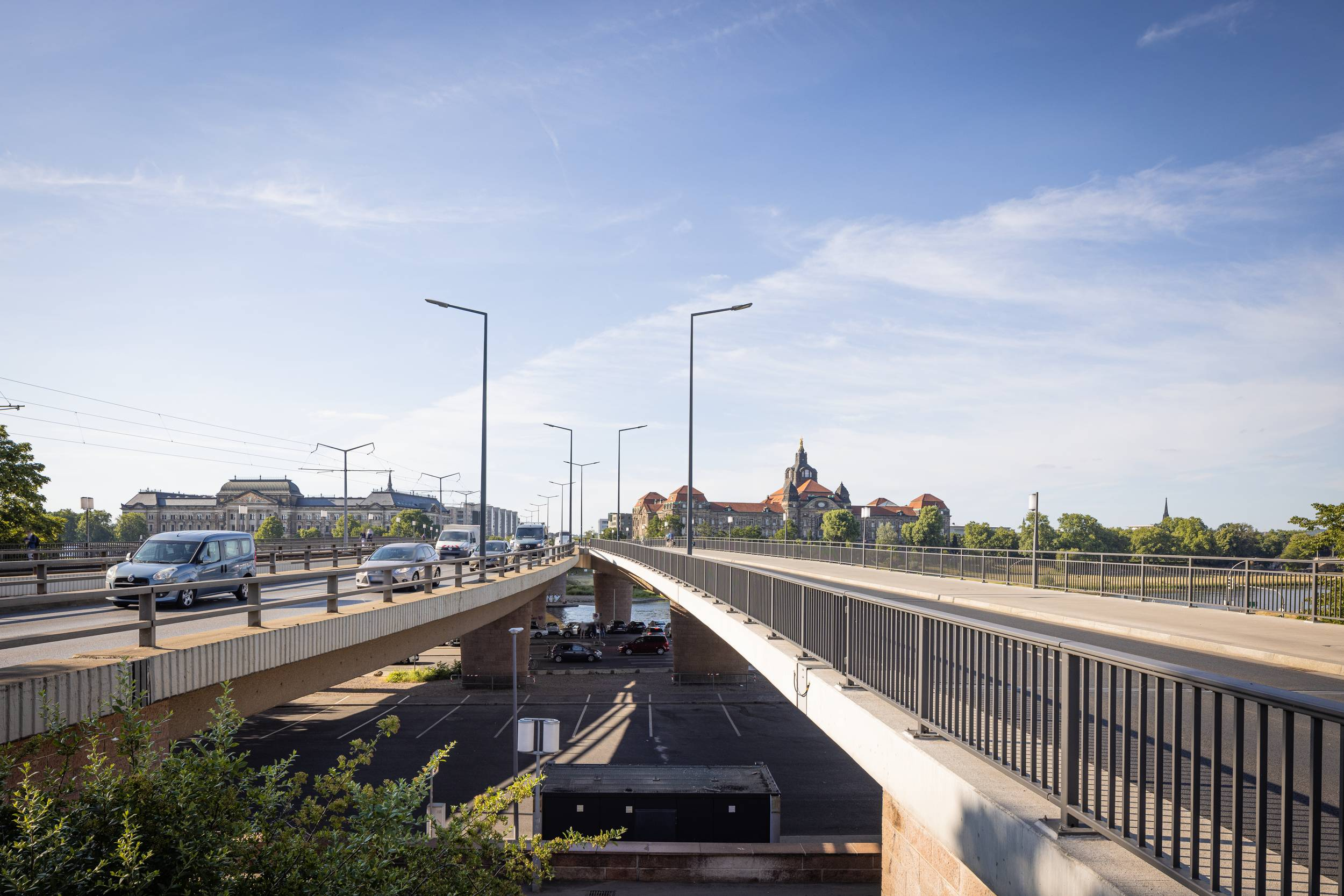
Carolabrücke, Blickrichtung Neustadt (2020)

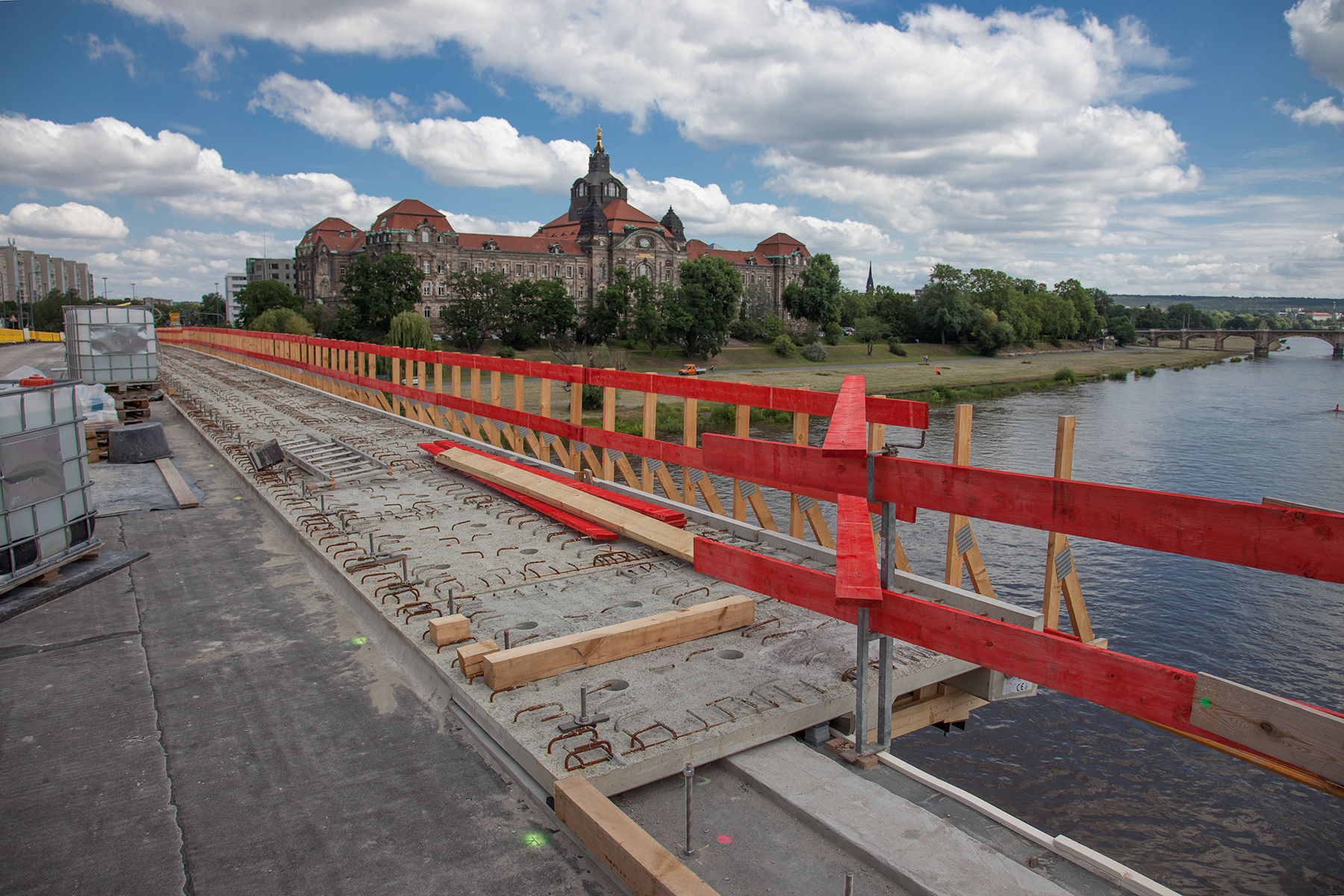
Instandsetzungsmaßnahmen der Carolabrücke im Juni 2020. Zur Verbreiterung der Fußgänger- bzw. Radwege kommen Fertigteile aus Carbonbeton zum Einsatz

#### Ausgangslage
Hinweise „auf die Empfindlichkeit des ölschlussvergüteten Hennigsdorfer Spannstahls gegenüber Spannungsrisskorrosion und auf die möglichen Konsequenzen (Bruch des Stahls ohne sichtbare Korrosionsprodukte oder Verformungen)“ gab es bereits in den 1960er Jahren. Obwohl sich das Tragwerk der Brücke scheinbar in einem guten Zustand befand, bekennt der Autor Peter Hilbert: „In Jahrzehnten hat es an der Carolabrücke erhebliche Schäden gegeben.“ Deshalb begannen im November 2019 die Sanierungsmaßnahmen. Zudem sollten die Fahrbahnausstattung und -gestaltung den gegenwärtigen Nutzungsanforderungen angepasst werden. Bei ihr sollten breitere Geh- und Fahrradwege angebaut werden. Der vorhandene Brückenquerschnitt reichte dafür nicht aus, weshalb die Kappen entsprechend verbreitert werden sollten.
Im Juni 2011 gab das damalige Bundesministerium für Verkehr, Bau und Stadtentwicklung, Abteilung Straßenbau eine in Kurzform „Handlungsanweisung Spannungsrisskorrosion“ genannte Abhandlung heraus: Neben einigen durch Spannungsrisskorrosion gefährdeten Spannstahlsorten von Herstellern in der bis zur Wiedervereinigung bestehenden Bundesrepublik wird in dieser Publikation auch bis 1993 im Stahl- und Walzwerk Hennigsdorf produzierter Spannstahl als „stark gefährdet“ eingestuft.

#### Brückenzug A
Die Sanierungen begannen an dem elbaufwärts („oberstromseitig“) liegenden (östlichen) Brückenzug A. Dabei kam erstmals Carbonbeton im Großbrückenbau zur Anwendung. Die nichtmetallische Carbonbewehrung in Verbindung mit Beton eröffnete als leichterer und flexiblerer Materialverbund gegenüber dem Stahlbeton neue Möglichkeiten der Brückensanierung. Das Material erlaubte es, den Geh- und Radweg von 3,60 Meter auf 4,25 Meter zu verbreitern. Mit herkömmlichen Materialien wäre das aus statischen Gründen nicht möglich gewesen. In Zusammenarbeit mit der TU Dresden sollte Carbonbeton im Bauwesen etabliert werden. Der Einsatz auf der Carolabrücke war ein Pilotprojekt, das die Vorteile der nichtmetallischen Bewehrung verdeutlichen und Dresden als Innovationsstandort herausstellen sollte. Neben dem Carbonbeton sollte auch der Einbau von Basaltbewehrungen getestet werden. Vorgesehen war, die Brückenkappe des Bogens A von einem Ufer bis zur Brückenmitte mit Carbonbeton und die zweite Hälfte bis zum anderen Ufer mit Basaltbeton zu bauen.
Der Brückenzug A erhielt dabei neben den verbreiterten Kappen auch eine neue Abdichtung und Straßenausstattung sowie einen neuen Fahrbahnbelag. Zudem wurden Schadstellen ausgebessert und die Entwässerung instand gesetzt. Die Kosten für die bis Juni 2021 andauernde Sanierung lagen bei rund 5,7 Millionen Euro.

#### Brückenzug B
Von Oktober 2022 bis Juni 2024 wurde der mittlere Brückenzug B in ähnlicher Weise saniert. Dies musste, anders als bei der ersten Etappe, aufgrund der unterdessen erfolgten Unterschutzstellung denkmalgerecht erfolgen. So erhielt die Außenfläche der Stahlbetonkappen die von unten sichtbare Fläche eine Riffelung, wie bei der alten Brücke. Die Baukosten betrugen rund 4,1 Millionen Euro.

#### Brückenzug C
2023 fand die letzte – alle sechs Jahre erforderliche – Hauptprüfung nach DIN 1076 des Zuges C statt. Diese ergab die Note 3,0 auf einer Skala von 1,0 („sehr guter Zustand“) bis 4,0 („ungenügender Zustand“). Eine Benotung zwischen 3,0 und 3,4 bedeutet einen „nicht ausreichenden Zustand“. Eine Nutzungseinschränkung ist bei dieser Bewertung nicht zwangsläufig erforderlich. Diese Benotung ist ein Hinweis, dass in nächster Zeit Instandsetzungsmaßnahmen zu planen sind. Die Sanierung des Brückenzugs C war von Januar 2025 bis zum ersten Quartal 2026 vorgesehen.
Vorgesehen war die Erneuerung der Abdichtungen, Stahlbetonkappen, Geländer, Beleuchtung und der Gleistrasse selbst. Ebenfalls stand der Hohlkasten unter der Fahrbahndecke zur Sanierung an, der mit 1,6 bis 5,2 Metern Höhe bereichsweise begehbar war. Der Autor Peter Hilbert schrieb am 14. August 2024 darüber: „Dort gibt es viele schadhafte Stellen im Beton mit Hohlräumen und Rissen“, die mit Presslufthämmern abgebrochen werden sollen und schließlich mit Spezialmörtel, wie in den anderen Brückenzügen, erneuert werden sollten. Die Ausschreibung war bereits erfolgt und wurde nach dem Teileinsturz aufgehoben.

### Einsturz des unterstromseitigen (westlich gelegenen) Brückenzuges C

#### Ablauf und Auswirkungen
Am 11. September 2024 um 02:58 Uhr stürzte das südliche Hauptfeld des westlichen Überbaus C mit Straßenbahngleisen und getrennten Geh- und Radwegen über dem Flussbett der Elbe auf einer Länge von 108 Metern ein, nachdem Spannglieder über dem Strompfeiler D rissen. Dabei wurden die zwei im Hohlkasten verlegten Haupt-Fernwärmeleitungen mit jeweils 500 mm Durchmesser vollständig durchtrennt, sodass zeitweise Heißwasser in die Elbe und auf das Terrassenufer floss und die Fernwärmeversorgung Dresdens bis in die Vormittagsstunden vollständig unterbrochen werden musste. Der normalerweise aus der Ferne bedienbare Schieber auf der Neustädter Seite versagte aufgrund des Einsturzes, sodass es eine Stunde dauerte, bis die gebrochenen Rohre beidseitig abgeschiebert waren. Personenschäden gab es nicht.
Der Einsturz hatte auch Auswirkungen auf den benachbarten, oberstromseitig (und mittig) gelegenen Brückenzug B. Die drei Brückenzüge waren südlich des gemeinsamen Strompfeilers, dessen Lage sich beim Einsturz ebenso änderte, durch den beim Einsturz gerissenen Stahlbeton-Querträger miteinander verbunden. Am Brückenzug B traten dabei Verschiebungen in der Größenordnung von 8 bis 15 cm auf.

Vor- und eingestürzter Zustand der Carolabrücke
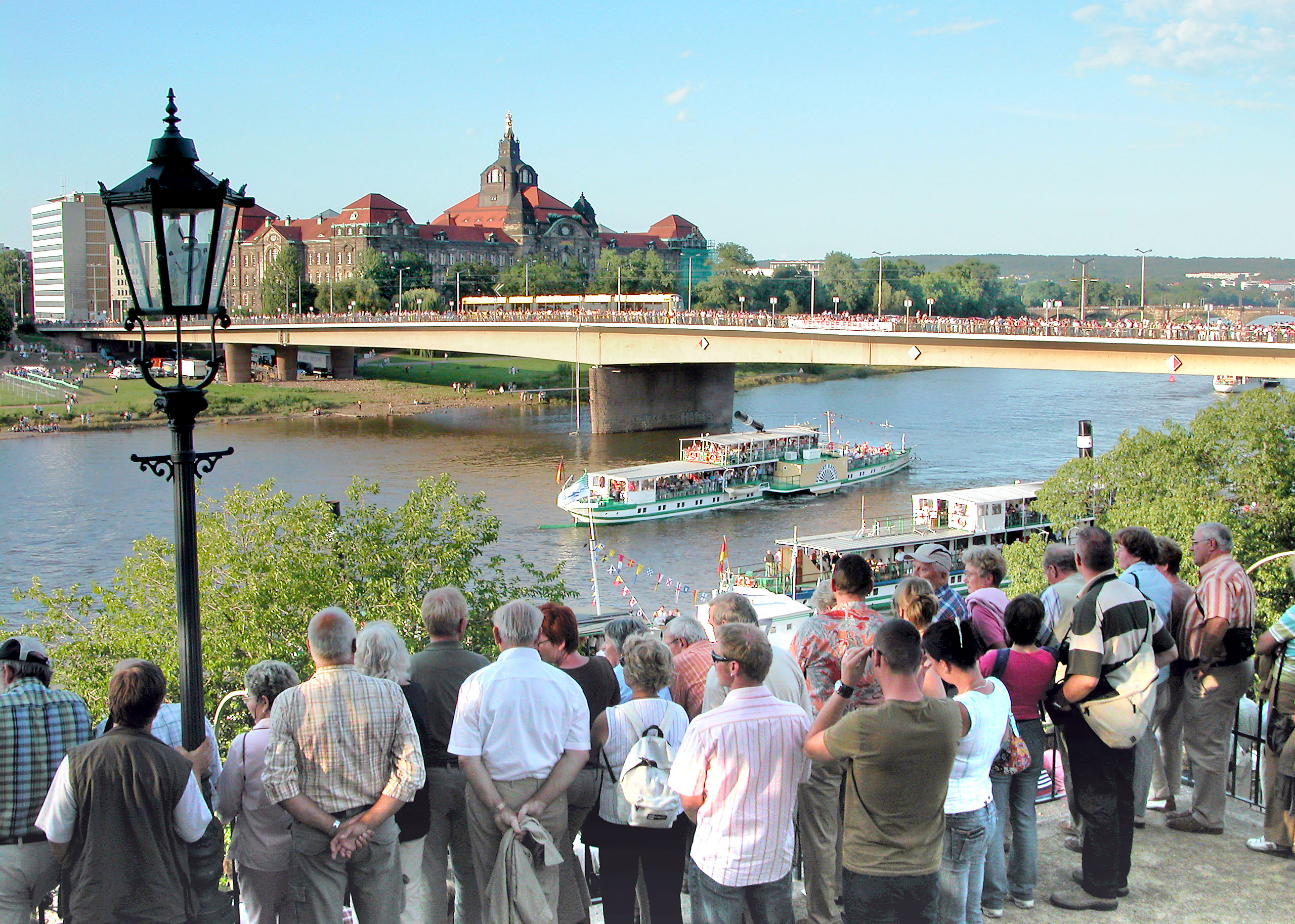
Seitenansicht des Brückenzuges C der Spannbetonbrücke (2006)
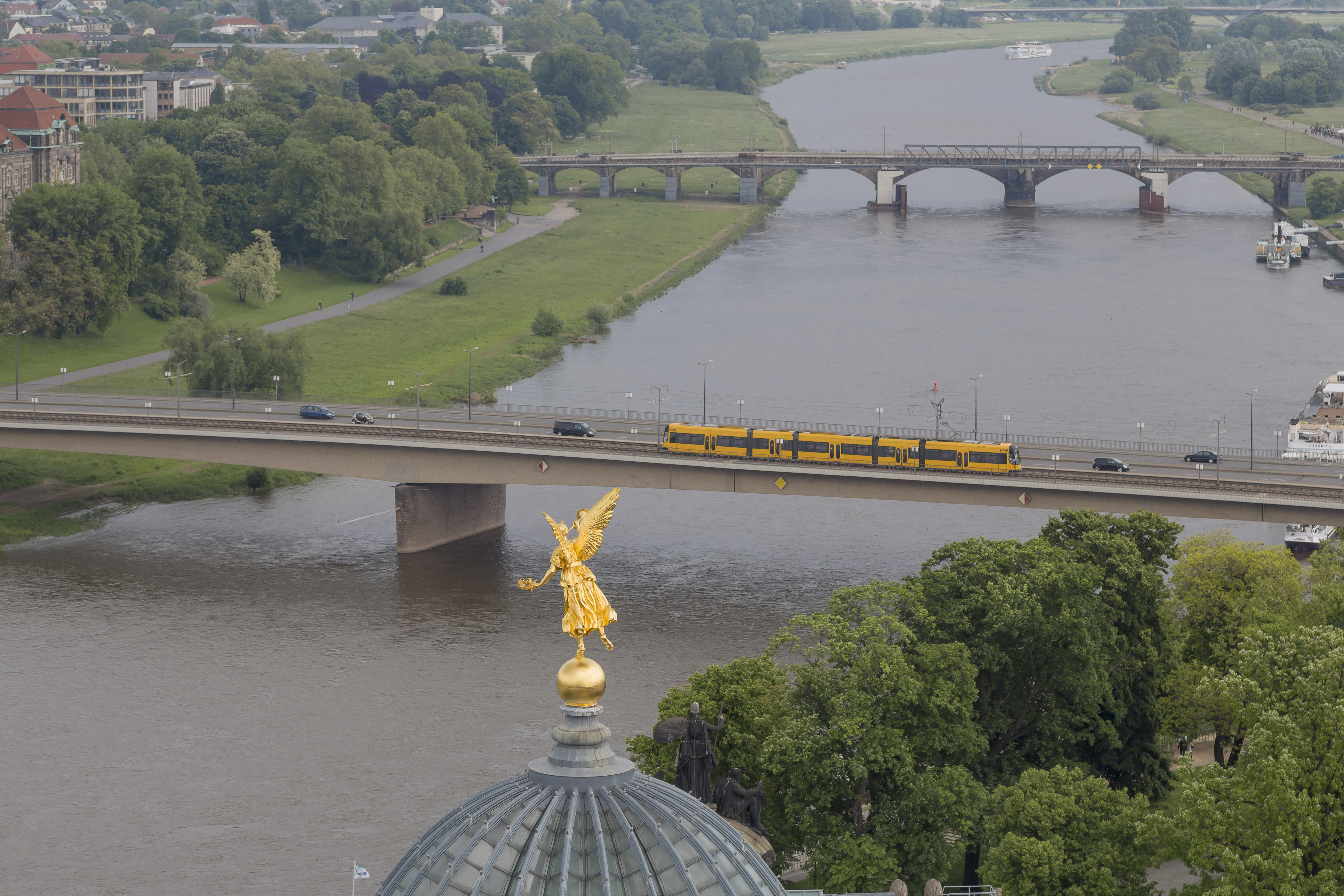
Eine Straßenbahn überfährt 2013 den Teil der Brücke, der 2024 einstürzte (Blick von der Frauenkirche)
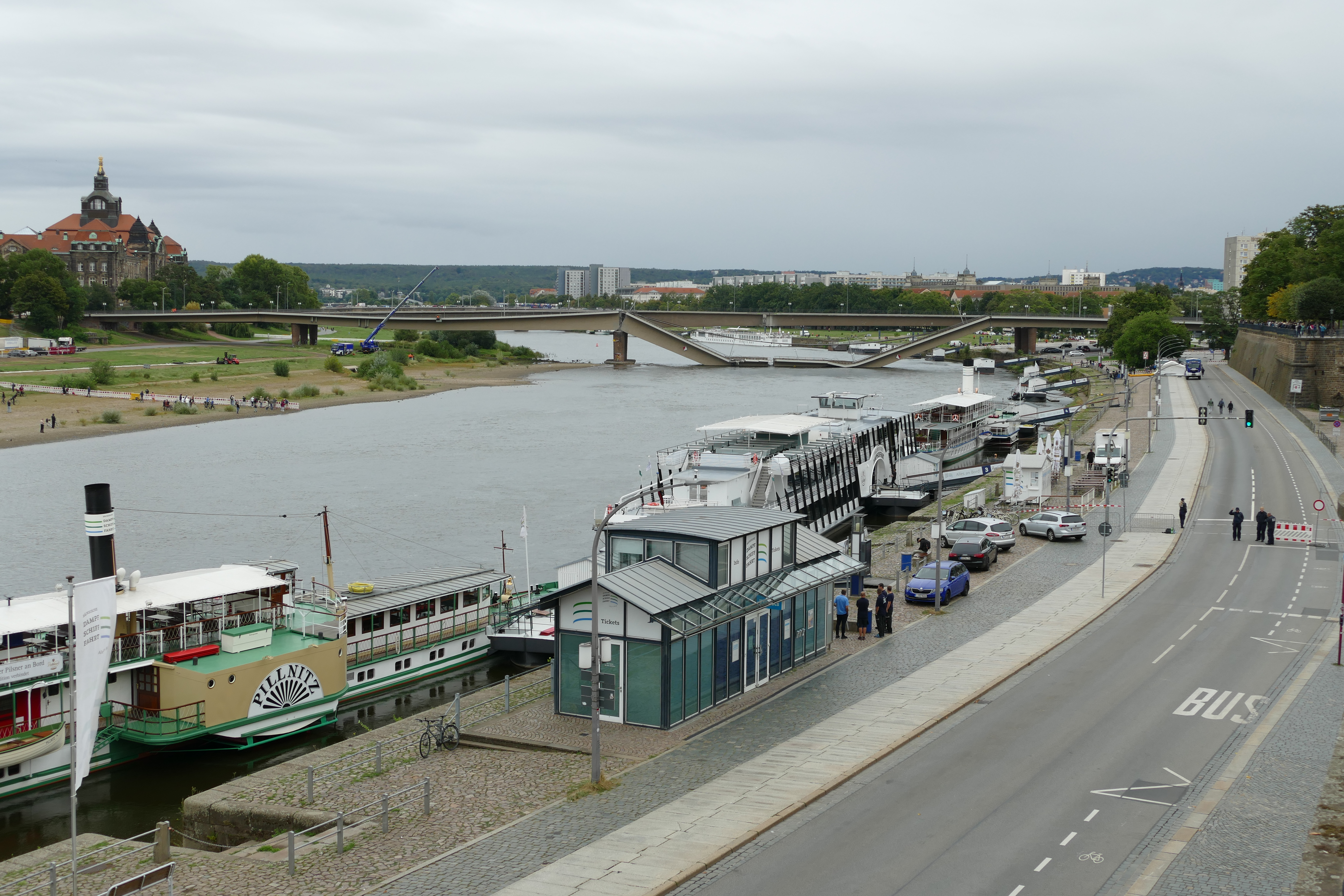
Gesamtansicht nach teilweisem Einsturz des Zuges C von der Brühlschen Terrasse aus gesehen
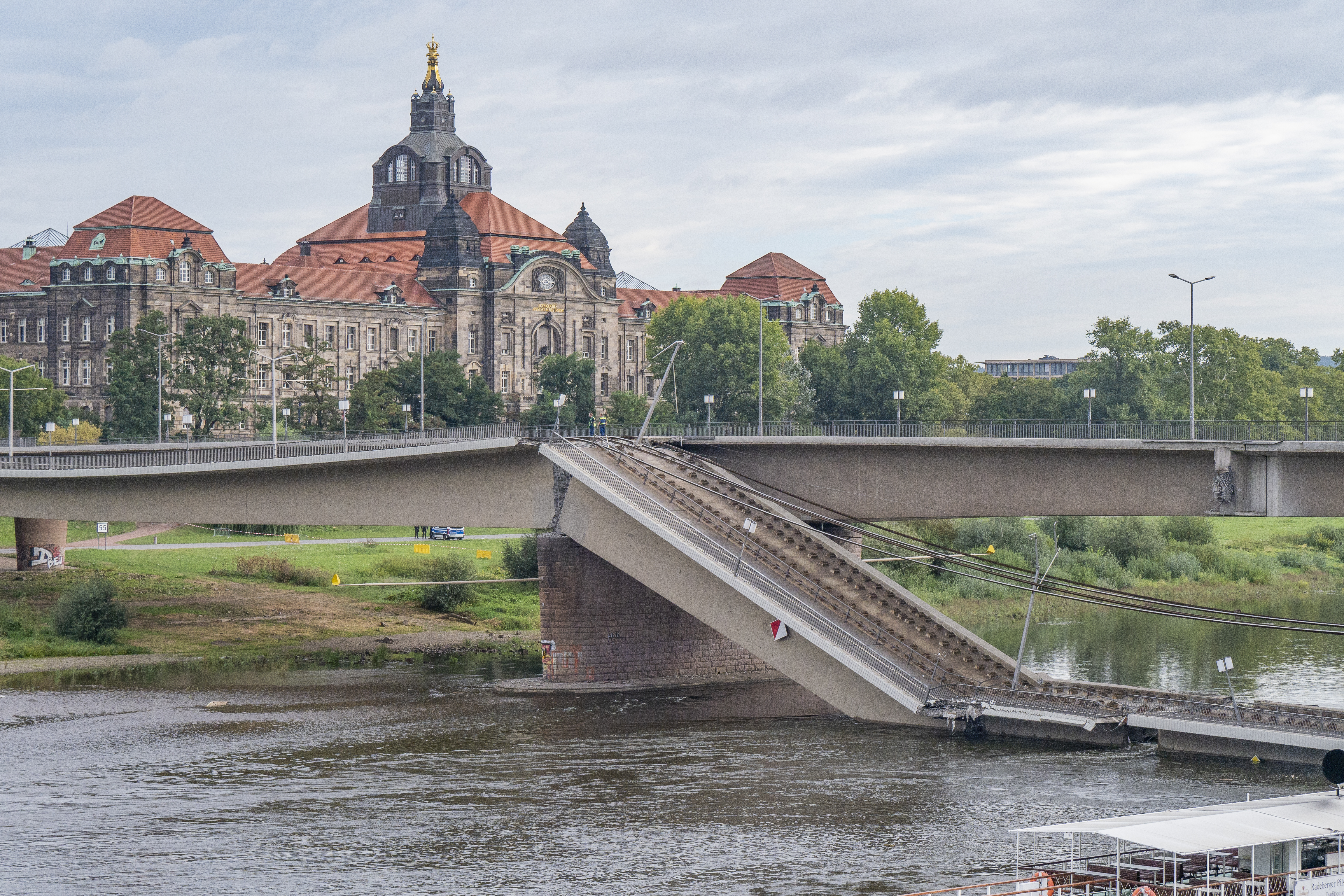
Die Schienenstränge der Straßenbahngleise hingen in der Luft.
- Video – zu sehen ist unter anderem, dass der Raddampfer Meissen von der Carolabrücke am nächsten gelegenen Bootssteg 7 wegfährt, an dem er über Nacht festgemacht hatte.

#### Hergang und Ursache des Einsturzes
Nach Angaben des ehemaligen Leiters des Instituts für Massivbau der TU Dresden, Professor Manfred Curbach, wurde die Brücke schon seit vielen Jahren mit einer ständigen Bauwerksüberwachung beobachtet. Auf den bevorstehenden Einsturz deuteten aber keine Messwerte hin. Die fortschreitende Korrosion in den Spanngliedern war laut Steffen Marx mit den bisher gebräuchlichen Prüfmethoden nicht zu bemerken, da diese Glieder sich – wie damals im Spannbetonbrückenbau allgemein üblich – in metallenen Hüllrohren, welche einbetoniert wurden, befanden und somit „nicht inspizierbar verbaut“ waren. Hinzu kam, dass der Querträger ein Absinken des Kragarmes von Zug C am Gelenk II verzögerte, was auch zu Verwindungen am Brückenzug B führte, und somit ein frühzeitiges Erkennen des Nachlassens der Spannkraft der Spannglieder von Zug C im Bereich des Strompfeilers D verunmöglichte.
An den Bruchstellen der Stahlbetonkonstruktion von Zug C wurde innerhalb einer Woche nach dem Einsturz festgestellt, dass etwa 25 % der zum Vorschein gekommenen Spannglieder vorgeschädigt waren.
Der nördliche Kragträger des Brückenzugs C für die Straßenbahn war durch die nächtliche Abkühlung an seinem Ende bei Gelenk II nach oben angehoben. Auf den Überbauquerschnitt über dem Strompfeiler, die spätere Bruchstelle, wirkte ein Biegemoment von etwa 160 Meganewtonmetern ein. Dieses Moment entsprach ungefähr dem Moment aus maximaler Verkehrslast. Die letzte Straßenbahn der Linie 7 befuhr um 02:51 Uhr den Brückenzug C in nördlicher Richtung. Sie erreichte zunächst das Gelenk II. Danach befuhr sie den Neustädter Kragträger, passierte den wenige Meter nördlich vom Gelenk II angebrachten Querträger, der eine Verbindung zum Brückenzug B herstellt, und erreichte den Strompfeiler D. Die Messinstrumente registrierten kurz nach der Passage dieser Straßenbahn einen Ruck im Bauwerk. Infolge der Überlastung rissen die spröde gewordenen Spannstahldrähte des Zugs C über dem Strompfeiler D. Ein sofortiger Einsturz von Zug C wurde vermutlich durch den nahe des Gelenks II angebrachten Querträger verhindert, bis dieser infolge der Überbeanspruchung durch die an ihm hängenden Teile von Brückenzug C brach und der Neustädter Kragträger um 02:58 Uhr einstürzte. Einsturzursache waren die wasserstoffinduzierte Spannungsrisskorrosion und die fortschreitende Ermüdung an den Anrissen der Spannstahldrähte. Auslösende Einwirkungen waren der Temperaturunterschied zwischen Oberseite und Unterseite des Kragarms und der Verkehr, zuletzt die Straßenbahn. Dies ergibt sich aus dem Zwischenbericht, einem mündlich erstatteten Gutachten vom 11. Dezember 2024 von Steffen Marx – Leiter des Instituts für Massivbau der TU Dresden – für den Bauausschuss des Dresdner Stadtrats.
Im Mitte Dezember 2024 vorgestellten Zwischenbericht von Steffen Marx wurde als Einsturzursache wasserstoffinduzierte Spannungsrisskorrosion durch Feuchtigkeitseintrag in der Bauphase in Verbindung mit fortschreitender Materialermüdung infolge der Verkehrsbelastung festgestellt. Etwa 68 % der Spannglieder an der Bruchstelle von Zug C seien stark geschädigt gewesen. Ein einziger nächtlicher Temperatursturz nach einer Wärmeperiode habe für zusätzliche, den Einsturz sehr wahrscheinlich auslösende Spannungen in der Brücke gesorgt, da die Abkühlung in ihrem Inneren langsamer als in den Außenpartien vonstattengegangen sei. Ähnliche Schäden seien auch in den nicht eingestürzten Brückenzügen A und B zu erwarten, zumal schon allein beim Freilegen von Spanngliedern der Brückenzüge A und B für Untersuchungszwecke weitere Brüche in diesen Spanngliedern auftraten.
Im Abschlussbericht vom 31. März 2025 wird erwähnt, das möglicherweise auch bereits beim Transport zur Baustelle beschädigte Spannglieder in die Brücke eingebaut wurden.

#### Folgemaßnahmen in Dresden
Neben dem Straßenbahnverkehr wurden auch der Straßenverkehr über die beiden verbliebenen Brückenzüge sowie die Elbschifffahrt in diesem Abschnitt bis auf Weiteres eingestellt. Aufgrund des ähnlichen zu erwartenden Schadensbildes in den Brückenzügen A und B ist eine erneute Verkehrsfreigabe für den Straßenverkehr ausgeschlossen, sodass auch diese abgerissen werden müssen und letztlich die gesamte Carolabrücke einen Neubau benötigt. Vor Wiederaufnahme des Schifffahrtsbetriebs war die Erfassung des Zustandes der Brückenzüge A und B per kontinuierlicher Schallemissionsprüfung erforderlich. Ab Anfang Februar 2025 war das eingeschränkte Passieren der Carolabrücke durch die Schifffahrt nach Anmeldung und unter ständiger Überwachung der verbliebenen beiden Brückenzüge wieder möglich, bis die Schallsensoren am 18. Februar 2025 neuerliche Brüche von Spanngliedern registrierten und Schiffsdurchfahrten deshalb bis auf Weiteres wieder komplett verboten wurden. Vorbehaltlich erneuter Spanndrahtrisse wurden eingeschränkte Passagen von gewerblichen Schiffen sowie Fahrgastschiffen ohne Passagiere nach Genehmigung durch das Wasserstraßen- und Schifffahrtsamt Elbe seit dem 24. Februar 2025 wieder gestattet.
Aufgrund des Ausfalls der Fernheiztrasse in Zug C der Carolabrücke, die etwa ein Viertel der gesamten Fernwärmelast Dresdens transportieren konnte, war in der Folge das Netz in der Dresdner Neustadt mit etwa 36.000 Haushalten und zwei Krankenhäusern nur eingeschränkt über die zweite Elbquerung (Düker) unterstromseitig der Marienbrücke belieferbar. Als temporärer Ersatz wurde auf dem westlichen Fußweg der Augustusbrücke bis Ende November 2024 eine Doppelrohrbahn verlegt und diese am Neustädter Königsufer und am Theaterplatz an das vorhandene Netz angeschlossen.

#### Bundesweite Auswirkungen des Brückeneinsturzes
Der für die Öffentlichkeit unerwartete Einsturz des Brückenzuges C dieser Brücke hat zu intensiver Berichterstattung und einer Diskussion um die Standsicherheit von Spannbetonbrücken in Deutschland und auch darüber hinaus eröffnet. Die zuständigen Baulastträger haben mit der Untersuchung vergleichbarer Bauwerke begonnen und sofortige engmaschige Überwachungen, Tragfähigkeitsbeschränkungen, Sperrungen oder Abrisse anderer Brücken veranlasst. Eine große Zahl von Brücken im gesamten Bundesgebiet ist sanierungsbedürftig, es wird ein hoher Finanzbedarf eingeschätzt. Das Land Brandenburg gab ein Hinweisblatt zum Umgang mit Bauwerken, in denen der – auch in der Carolabrücke verwendete – und für Spannungsrisskorrosion anfällige „Hennigsdorfer Spannstahl“ eingebaut ist, heraus.
Außerplanmäßige Untersuchungen:
- „Sonderprüfung“ von 19 Brücken in Sachsen, in denen „spannungsrisskorrosion-gefährdeter Spannstahl“ eingebaut ist, durch das Landesamt für Straßenbau und Verkehr[75]

Beschränkungen:
- mehrere Brücken des Magdeburger Rings: einspurige Verkehrsführung mit 30 km/h bis zum Feststehen der Prüfungsergebnisse[76]
- zweispurige Verkehrsführung auf der Nossener Brücke in Dresden[77]
- Elbebrücke Bad Schandau für Fahrzeuge über 7,5 t gesperrt[78] (nach o. g. Sonderprüfung), muss durch Neubau ersetzt werden.[79]

Abbrüche:
- Brücke der Bundesstraße 101 über die Bahnstrecke Berlin–Dresden in Großenhain[80] (nach o. g. Sonderprüfung)
- Brücke über das Magdeburger Schleinufer in Höhe Petriförder[81]
- Brücke des Magdeburger Rings über den Damaschkeplatz[82]

### Abbruch
Am Abend des 12. September 2024 begannen die Abrissarbeiten an den auf der Neustädter Seite stehengebliebenen, jedoch sich teilweise zunehmend durchbiegenden und somit akut einsturzgefährdeten Überbauten von Brückenzug C. Die Arbeiten standen aufgrund des vorhergesagten Hochwassers in Mitteleuropa unter Zeitdruck, weil diese Brückenteile den Abflussquerschnitt der Elbe bei einem Einsturz weiter hätten verringern können. Die Abrissarbeiten wurden Mitte September aufgrund des anstehenden Hochwassers zunächst eingestellt und am 7. Oktober 2024 fortgesetzt. Zu Jahresbeginn 2025 wurden mehrere Fliegerbomben gefunden.
Die Schalldetektoren registrierten am Morgen des 18. Februar 2025, nach einem ähnlichen Temperatursturz wie vorm Einsturz von Zug C im September 2024, und bei Frost bis knapp −11 °C weitere Spanngliedrisse in den stehengebliebenen Brückenzügen A und B im Bereich des Strompfeilers D. Die Stadt sah nun akuten Handlungsbedarf: Sie stufte auch die verbleibenden Brückenzüge als „akut einsturzgefährdet“ ein und beauftragte „wegen Gefahr im Verzug“ ein Abrissunternehmen ohne die vorher übliche (und mehrere Monate dauernde) europaweite Ausschreibung mit dem alsbaldigen Abbruch der Brücke.
Die ersten beiden der insgesamt acht Hilfsstützen, die zur Erhöhung der Tragreserve der Carolabrücke notwendig seien wurden im April 2025 unter dem Kragarm am Pfeiler C auf der Altstädter Seite platziert; damit solle die Standsicherheit der Brücke wieder erhöht werden, um den Abbruch weiter voranzutreiben. Die weiteren Hilfsstützen am Pfeiler D auf der Neustädter Seite wurden ab 29. April 2025 unter dem Kragarm platziert. Ab 2. Mai 2025 wurden diese Hilfsstützen nacheinander belastet und an den Brückenüberbau angepresst: So sollte die Tragreserve, die durch die Spanndrahtbrüche im Februar um 40 Prozent reduziert wurde, wieder erweitert werden. Der Plan, die beiden jeweils 600 t schweren Einhängeträger aus der auf diese Weise behelfsmäßig stabilisierten Brücke herauszutrennen und auf in der Elbe stehenden Pontons abzusetzen, musste aber aufgegeben werden, da der Elbgrund sich als zu labil erwies, um den Pontons einen sicheren Stand zu bieten. Für schwimmende Pontons wiederum war der Wasserstand zu niedrig. Die stähleren Hilfsstützen wurden deshalb bis zur Fortsetzung der Abrissarbeiten wieder entfernt sowie der zwischen den Zügen B und A noch bestehende Querträger durchtrennt. 
Nach der Prüfung von insgesamt elf Abrisskonzepten begann der Abbruch der beiden verbliebenen Brückenzüge A und B im Juni 2025. In Vorbereitung desselbigen ist die Elbe im Bereich der Brücke seit dem 4. Juni wieder für jeglichen Schiffsverkehr gesperrt. Die beiden verbliebenen Brückenzüge wurden am 12. Juni im Bereich der Hauptöffnung zum Einsturz gebracht. Dies geschah durch die Schaffung einer Sollbruchstelle, indem die noch tragenden Spannglieder mit Baggern in einem Bereich etwas südlich des Strompfeilers freigelegt und durchtrennt wurden. Die die Elbe überspannende, 120 m lange Hauptöffnung kam auf einem vorbereiteten Fallbett über dem Wasserspiegel zu liegen und soll nun mit Baggern, die gleichzeitig arbeiten, möglichst schnell aus dem Bereich des Flusses geräumt werden.
Bis Ende Juli 2025 sollen die Abrissarbeiten in der Bundeswasserstraße Elbe abgeschlossen sein. Anschließend werden Vermessungsarbeiten durchgeführt, um mögliche Veränderungen der Elbsohle zu ermitteln und danach erfolgt die Wiederherstellung des ursprünglichen Sohlniveaus für die Sicherheit und Befahrbarkeit der Wasserstraße nach dem Brückenabriss. Die dafür insgesamt erteilte Genehmigung sieht eine Laufzeit bis maximal 3. September 2025 vor. Danach erfolgen noch Abrissarbeiten auf der Landseite des Neustädter Ufers, die bis Ende des Jahres abgeschlossen sein sollen.
Die Kosten für den Abriss wurden von der Stadt Dresden im Juli 2025 mit „bis zu 18 Millionen Euro“ angegeben.

Abrissarbeiten
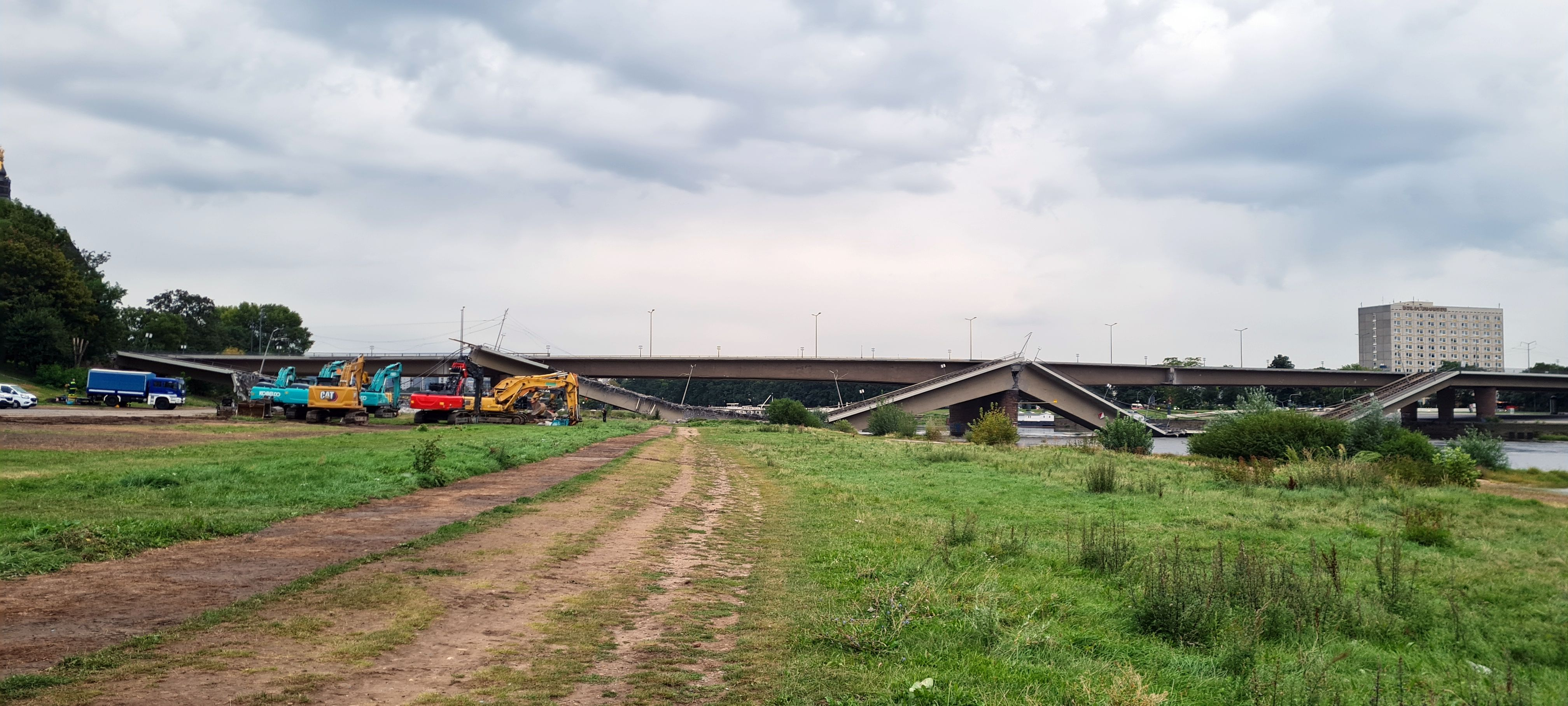
Nach dem gezielt herbeigeführten Einsturz der nördlichen Teile des Brückenzuges C, 13. September 2024
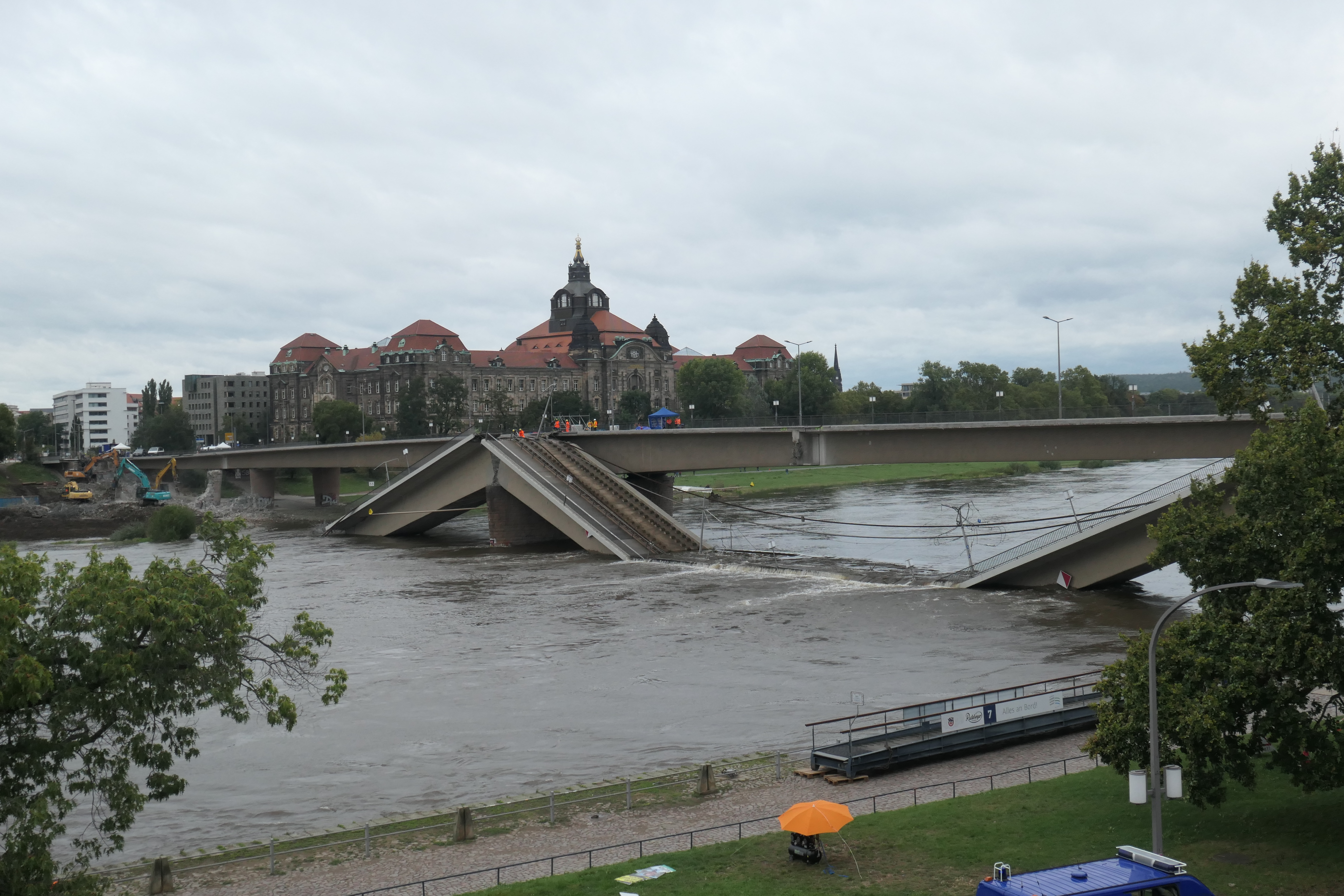
Abbruch der nördlichen Brückenteile, 14. September 2024
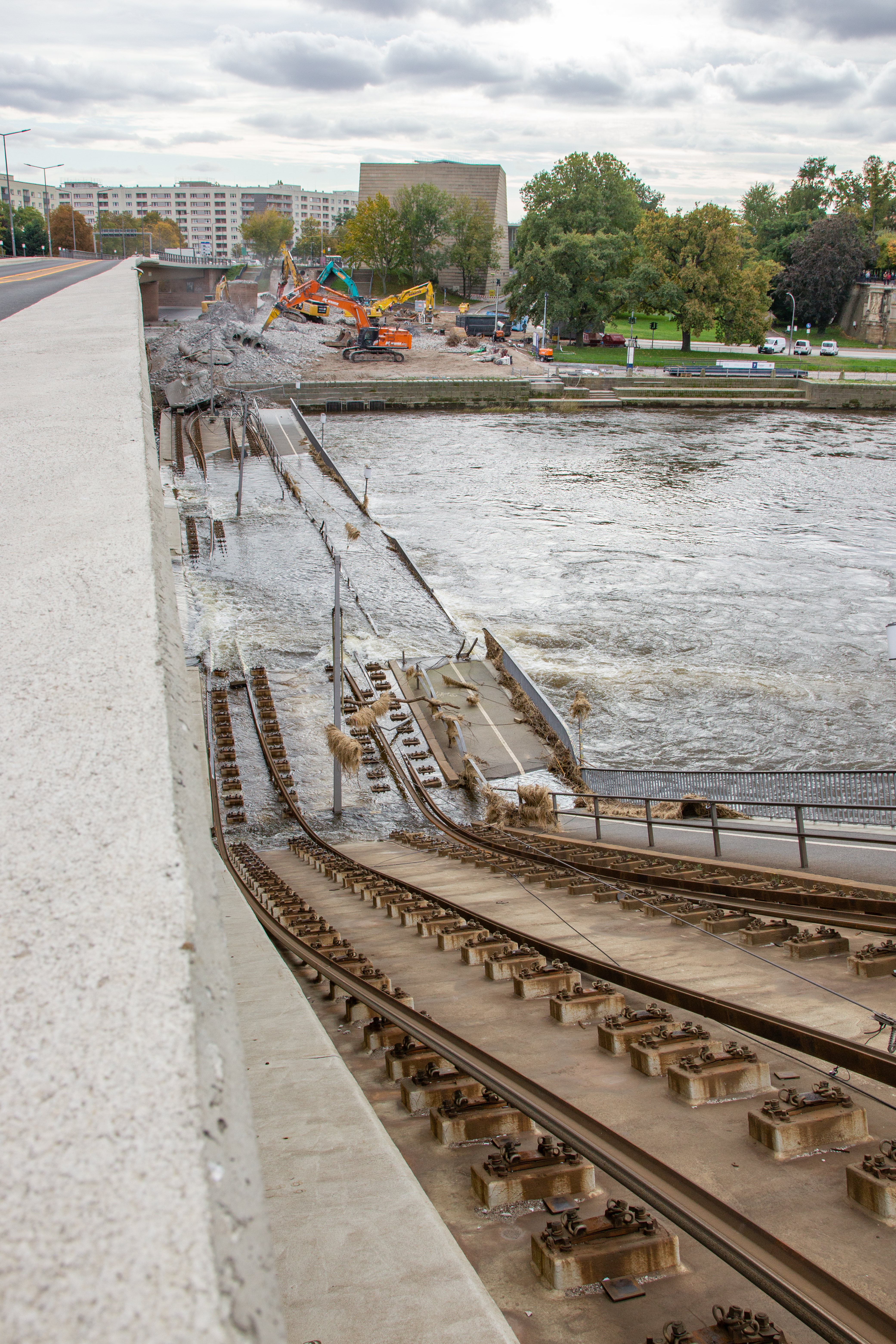
Brückenzug C mit den in der Elbe liegenden Brückenteilen und die Abbrucharbeiten auf der Altstädter Elbseite, 14. Oktober 2024
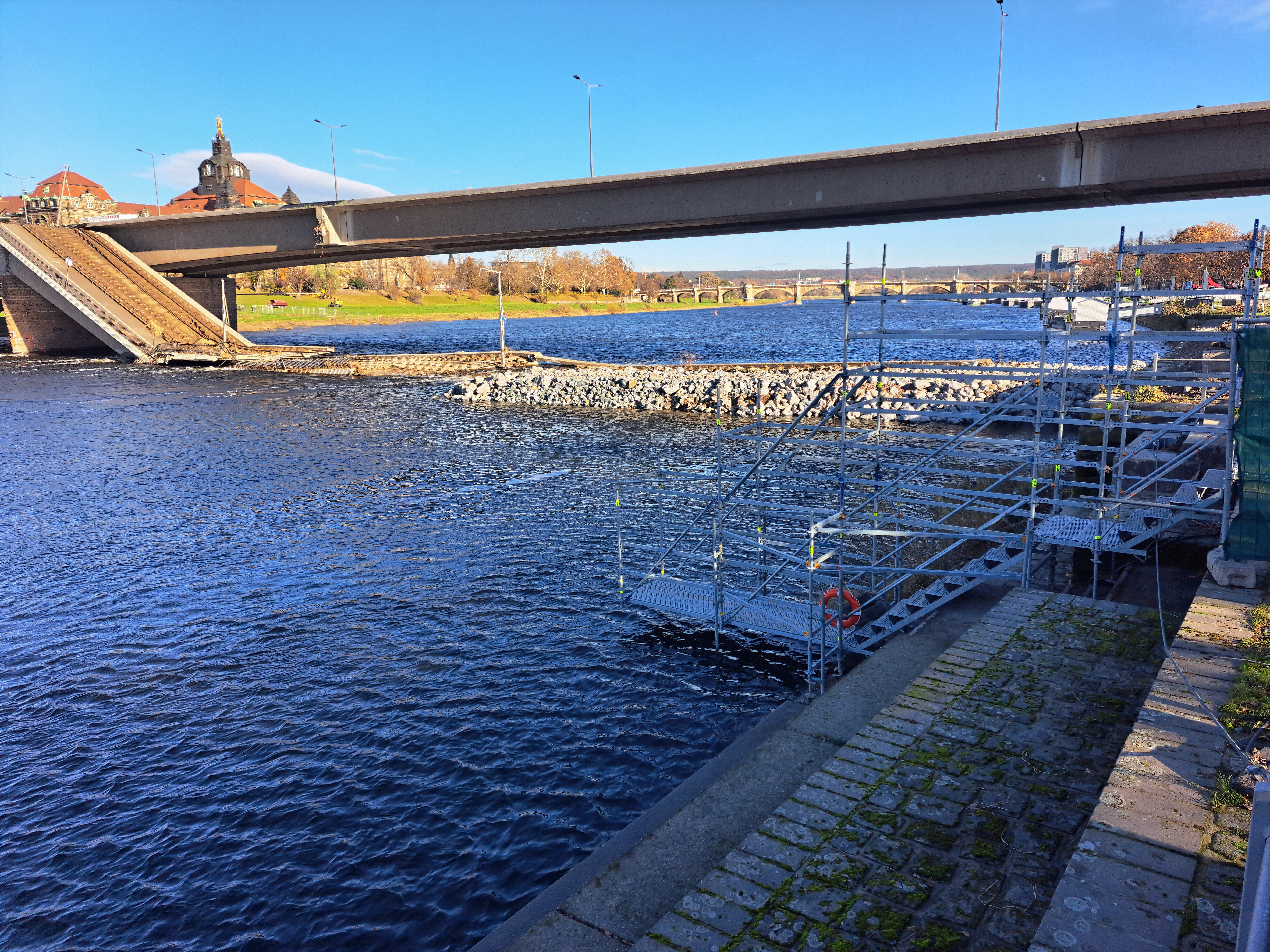
Aufgeschütteter Damm zum Abbruch des in der Elbe liegenden Brückenteils, 23. November 2024
Blick von der Brühlschen Terrasse auf die eingestürzte Carolabrücke, 3. Januar 2025
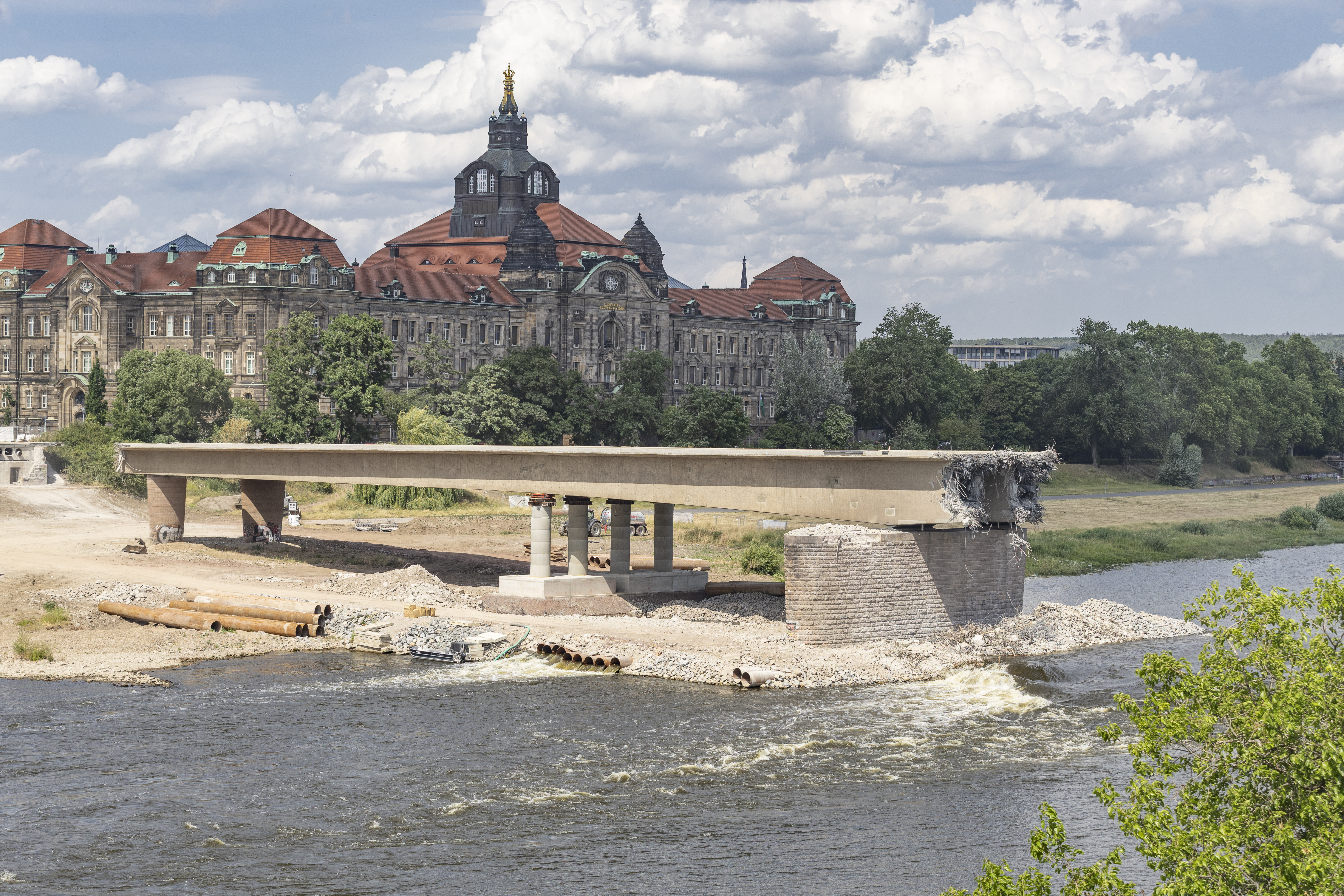
Stand der Abrissarbeiten an den verbliebenen Brückenzügen A und B im Juni 2025

## Verkehr

### Verkehrsbedeutung bis zum Einsturz
Die Brücke ist trotz Einsturz und Komplettsperrung im September 2024 rechtlich weiterhin Teil der Bundesstraße 170. 2003 zählte die Stadtverwaltung etwa 53.000 Fahrzeuge pro Tag, die die Brücke querten. Damals führte die B 170 noch den Fernverkehr zwischen der A 4 und der tschechischen Grenze in Zinnwald durch die Innenstadt. Seit Ende 2004 wird der Fernverkehr über die A 17 um die Stadt geführt, weshalb die Belastung gesunken ist.
| Verkehrsbelastung | Verkehrsbelastung | Verkehrsbelastung | Verkehrsbelastung | Verkehrsbelastung |
| ----------------- | ----------------- | ----------------- | ----------------- | ----------------- |
| Jahr              |                   |                   |                   | in Kfz/24h        |
| 2003              | 2003              |                   | 53.000            | 53.000            |
| 2009              | 2009              |                   | 45.000            | 45.000            |
| 2015              | 2015              |                   | 47.250            | 47.250            |
| 2016              | 2016              |                   | 40.000 a          | 40.000 a          |
| 2020              | 2020              |                   | 24.400            | 24.400            |
| 2022              | 2022              |                   | 31.300            | 31.300            |
|                   |                   |                   |                   |                   |

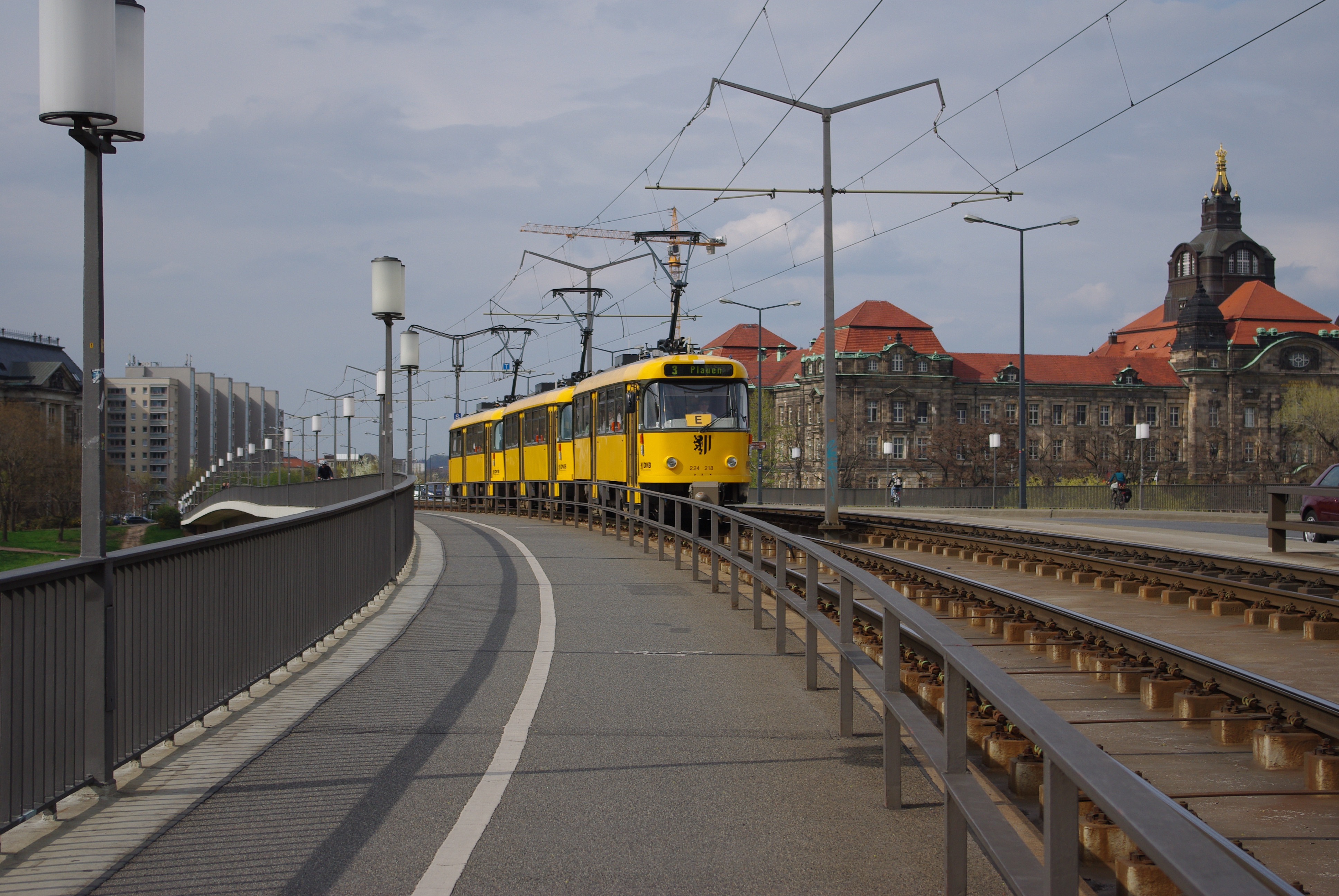
Carolabrücke mit Straßenbahn (2012), der Gradientenknick am Gelenk im Stromfeld ist an der Brückenkappe zu erkennen.

Die Brücke war zuletzt eine von vier Elbquerungen im Dresdner Straßenbahnnetz und wurde seit der Linienreform 2000 von den Straßenbahnlinien 3 und 7 der Dresdner Verkehrsbetriebe befahren. Die Buslinie 261 des Regionalverkehrs Sächsische Schweiz-Osterzgebirge nutzte die Brückenzüge A und B des Kfz-Verkehrs.

### Nach der Sperrung
Seit dem Einsturz und der Sperrung musste sich der Verkehr von ca. 30.000 Kfz/Tag ad hoc auf die anderen für ihn freigegebenen Straßen-Elbquerungen verlagern. Der Straßenbahnverkehr wurde im Wesentlichen auf die Augustusbrücke verlagert, dem PKW-/LKW-Verkehr wurden verschiedene und nachträglich optimierte Umleitungsverkehre angeboten; einen „echten Ersatz“ bis zu einem Wiederaufbau, z. B. durch eine Behelfsbrücke, hat die Stadt (Stand März 2025) nicht vorgesehen.

## Skulpturen

### Neustädter Seite
Die Skulpturengruppen sind nach 1945 verschwunden.

### Altstädter Seite
Die beiden allegorischen Figurengruppen „bewegte Elbe“ (Triton schwingt seine Keule bei der Jagd über die Wellen) und „ruhige Elbe“ (eine Nereide reitet über ruhiges Wasser) auf der Altstädter Seite der Carolabrücke wurden 1907 von dem Dresdner Bildhauer Friedrich Offermann aus Sandstein geschaffen und beidseits der Brückenauffahrt nördlich des Amalienplatzes (heutiger Rathenauplatz) aufgestellt. Die Bronzetafeln und die bronzenen Kronen, die am Sockel angebracht waren, wurden 1946 entfernt.
Beim Neubau der Brücke wurden die vom Rathenauplatz kommenden baulich getrennten Auffahrten außen an den Figuren vorbeigeführt und ein Drittel der Sockel zugeschüttet. Seitdem befinden sie sich im Grünstreifen zwischen den Richtungsfahrbahnen, lassen aber die frühere Dimension der Carolabrücke im Vergleich zum deutlich breiteren Neubau erkennen.

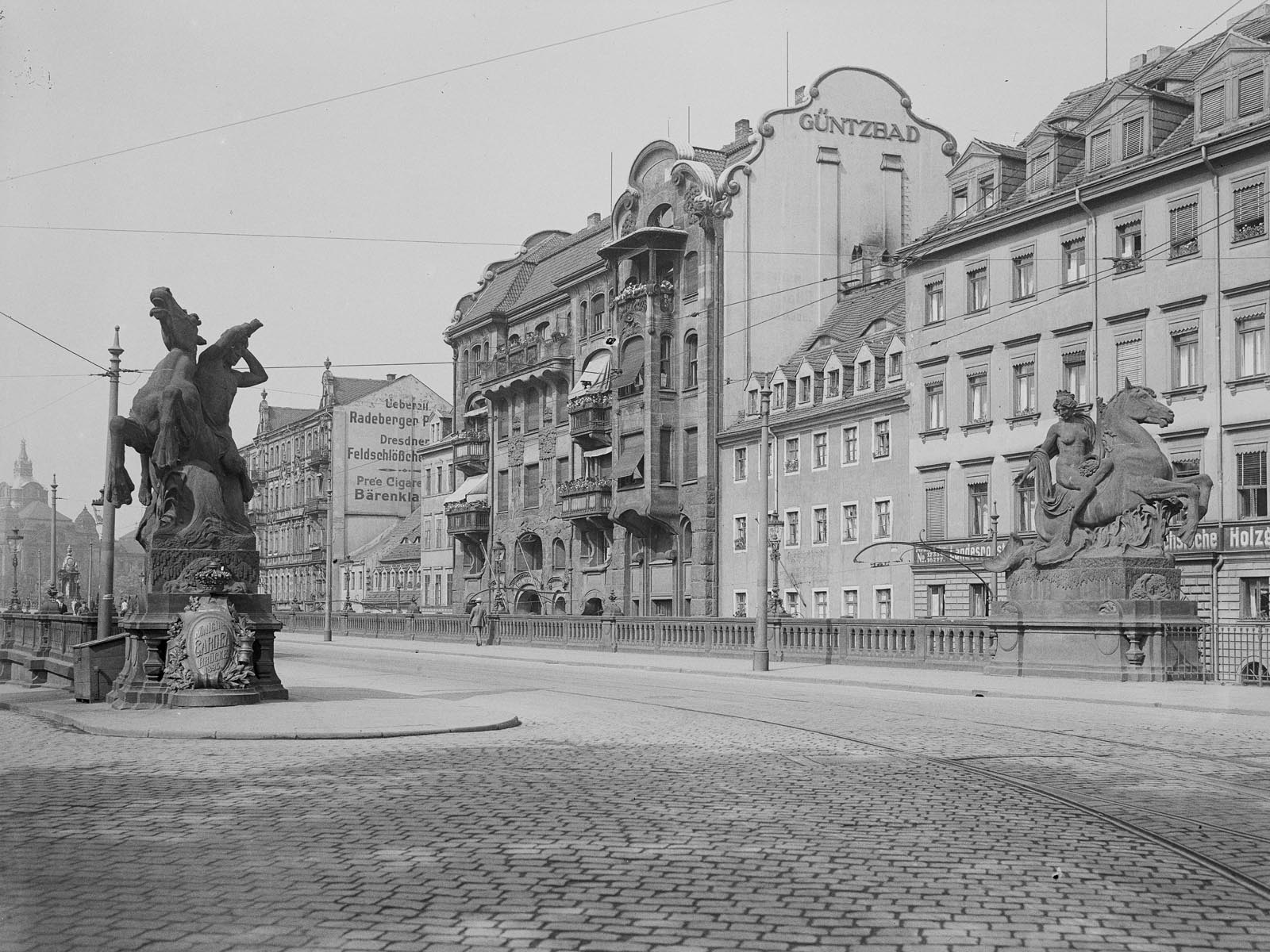
1908: die „bewegte Elbe“ (links) und die „ruhige Elbe“ (rechts) am südlichen Brückenkopf
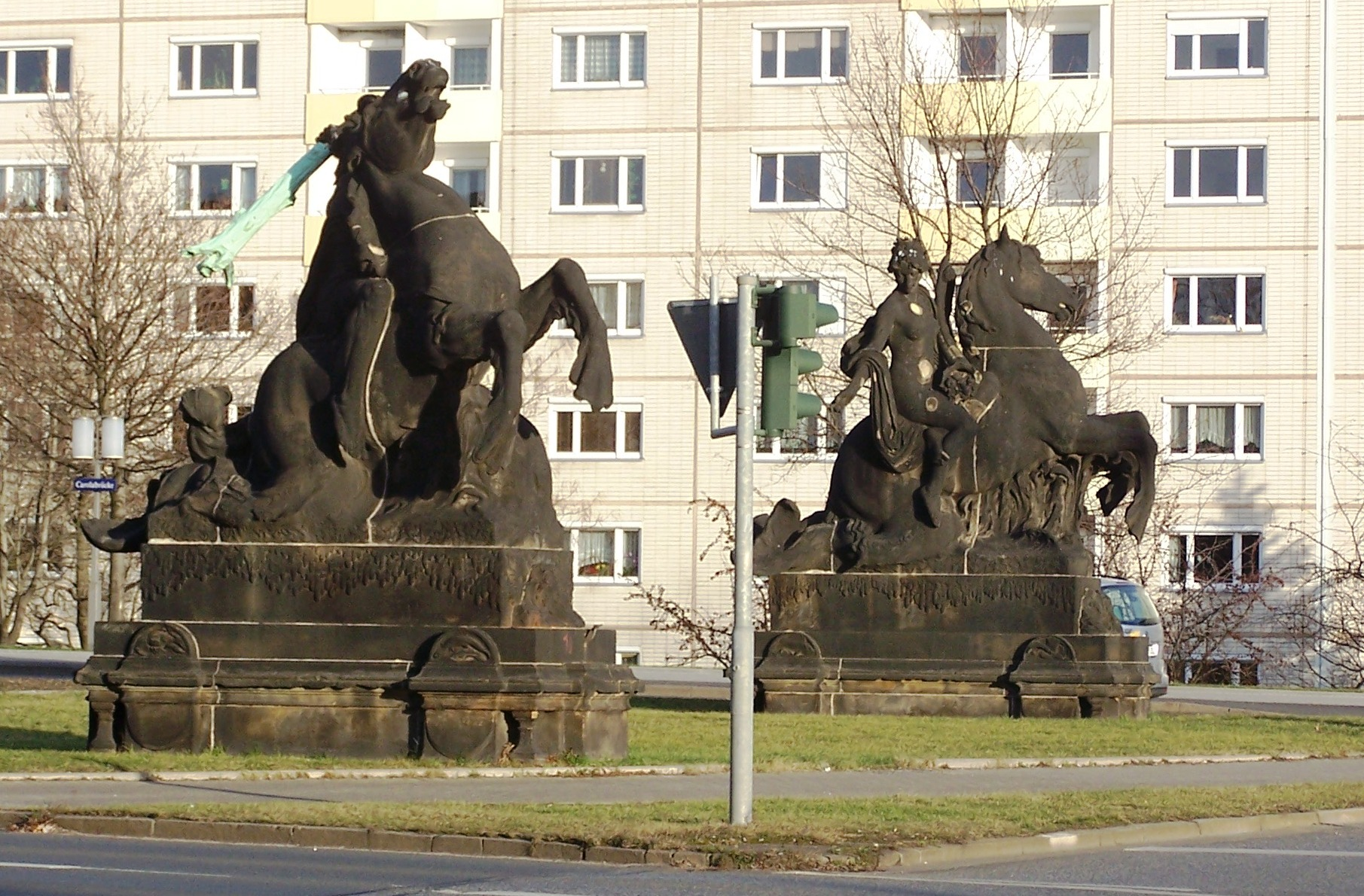
2008: die Skulpturen befinden sich im Mittelstreifen am Rathenauplatz